# Rockharz/Line-ups

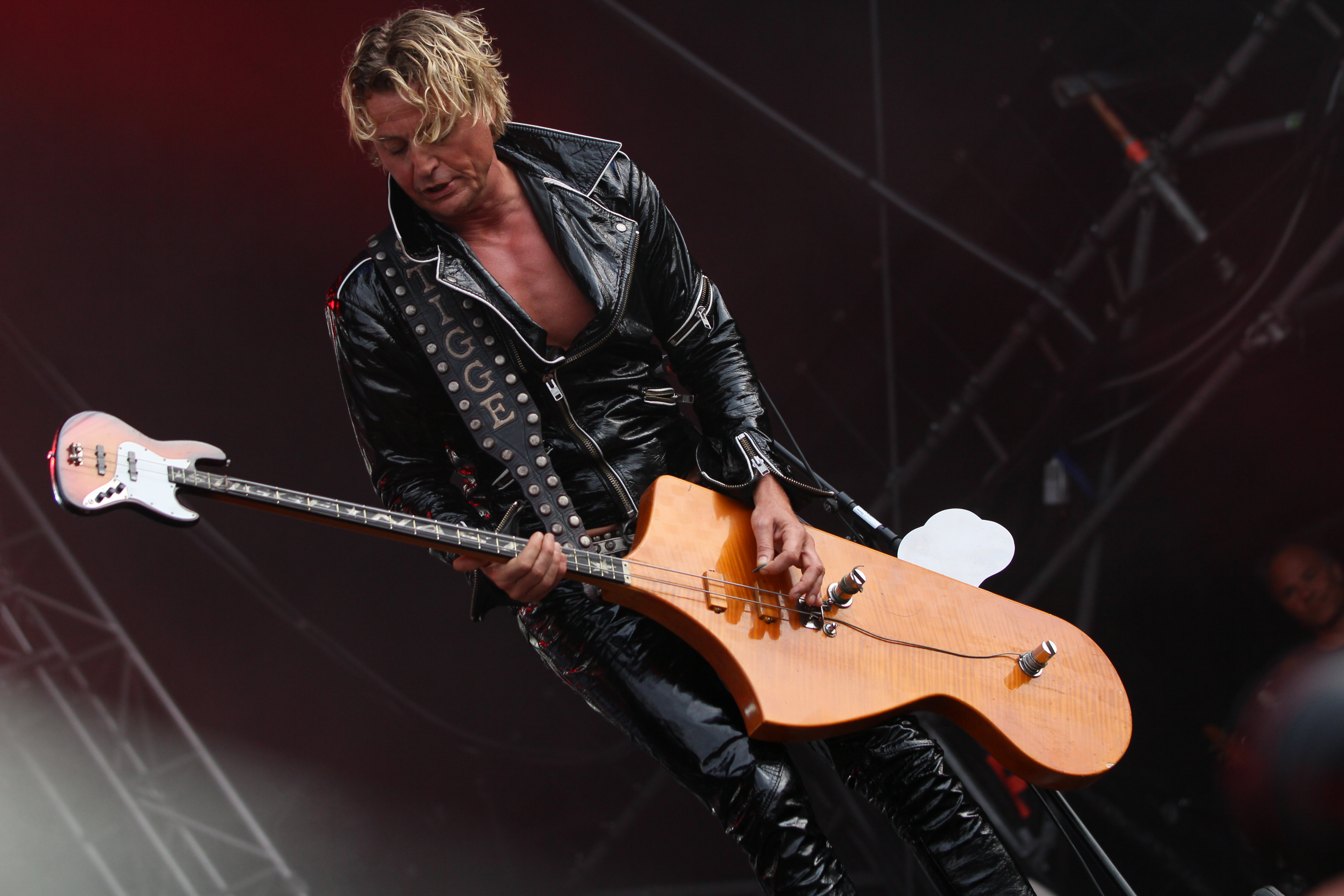
Bassist Stig Pedersen von D-A-D auf dem Rockharz 2014

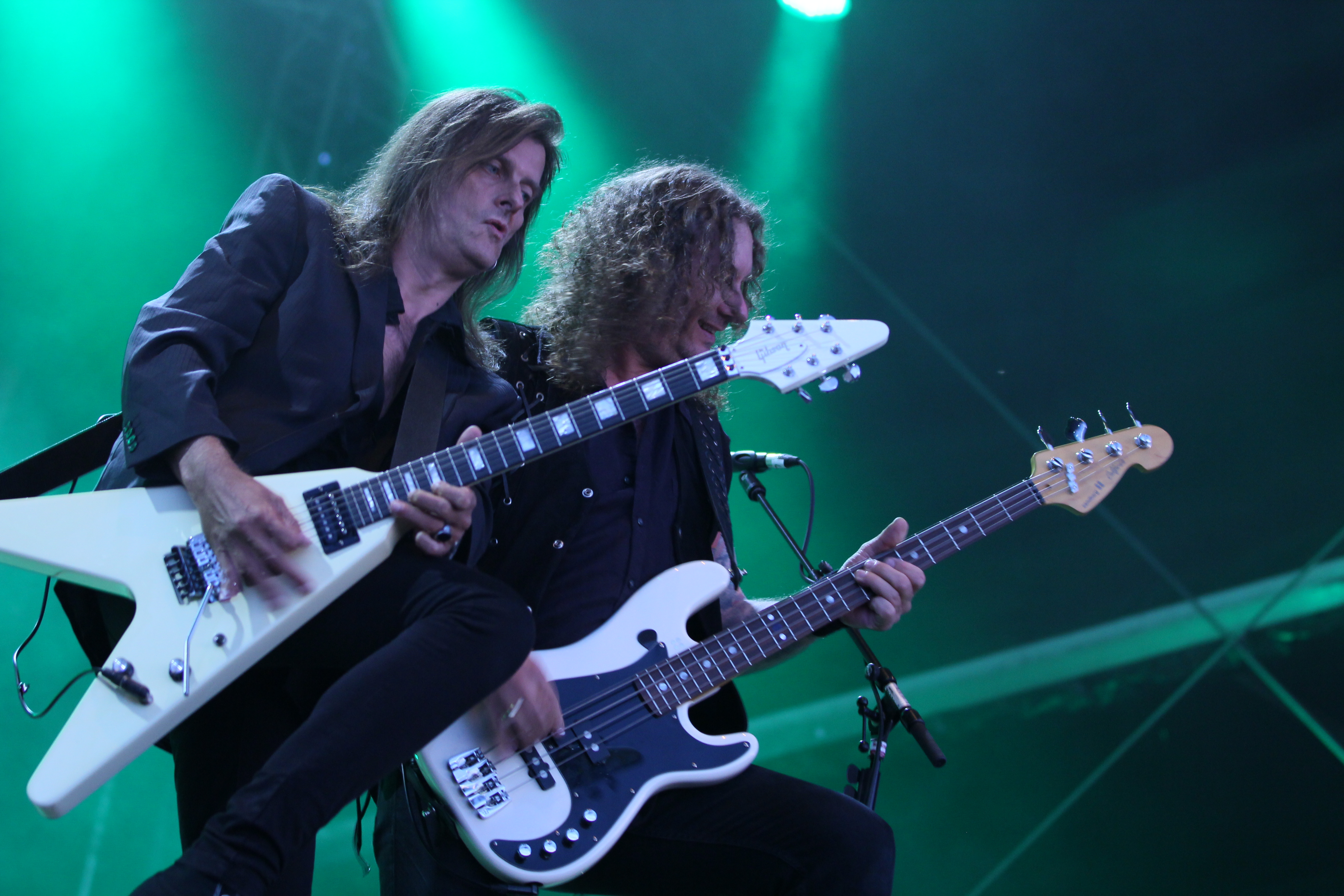
Gitarrist Michael „Weiki“ Weikath und Bassist Markus Grosskopf mit Halloween auf dem Rockharz 2014

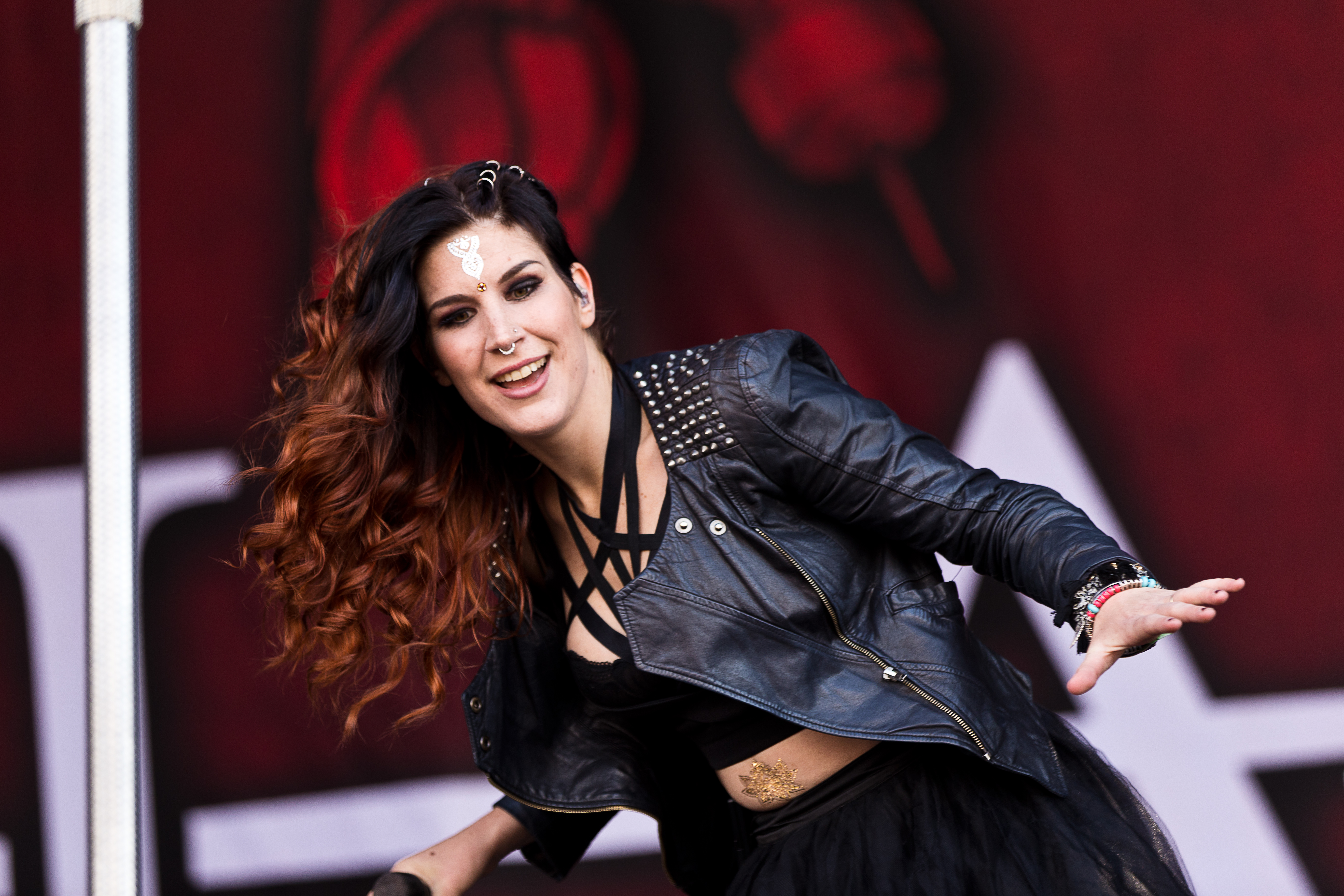
Sängerin Charlotte Wessels mit Delain auf dem Rockharz 2015

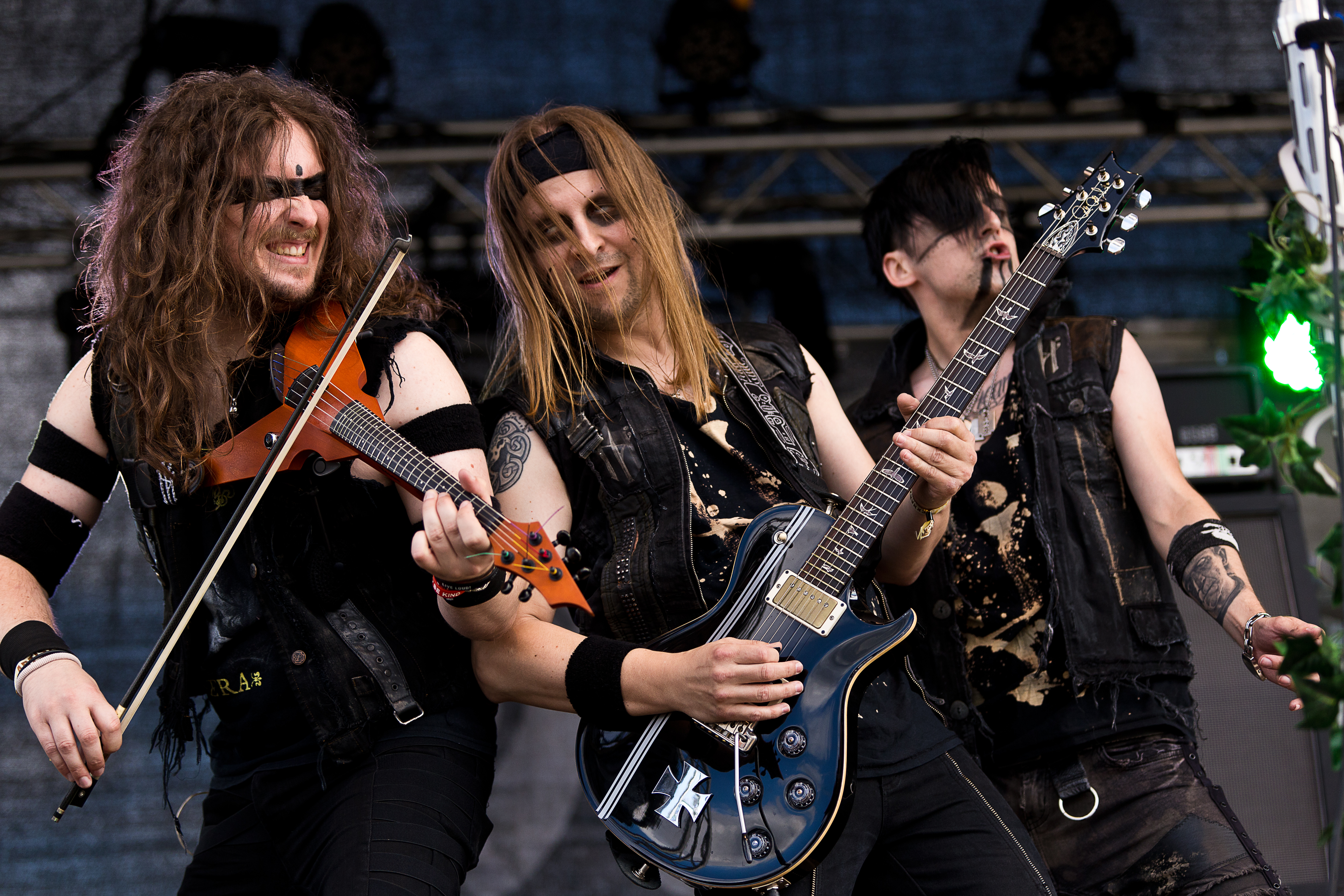
Elvenking auf dem Rockharz 2015

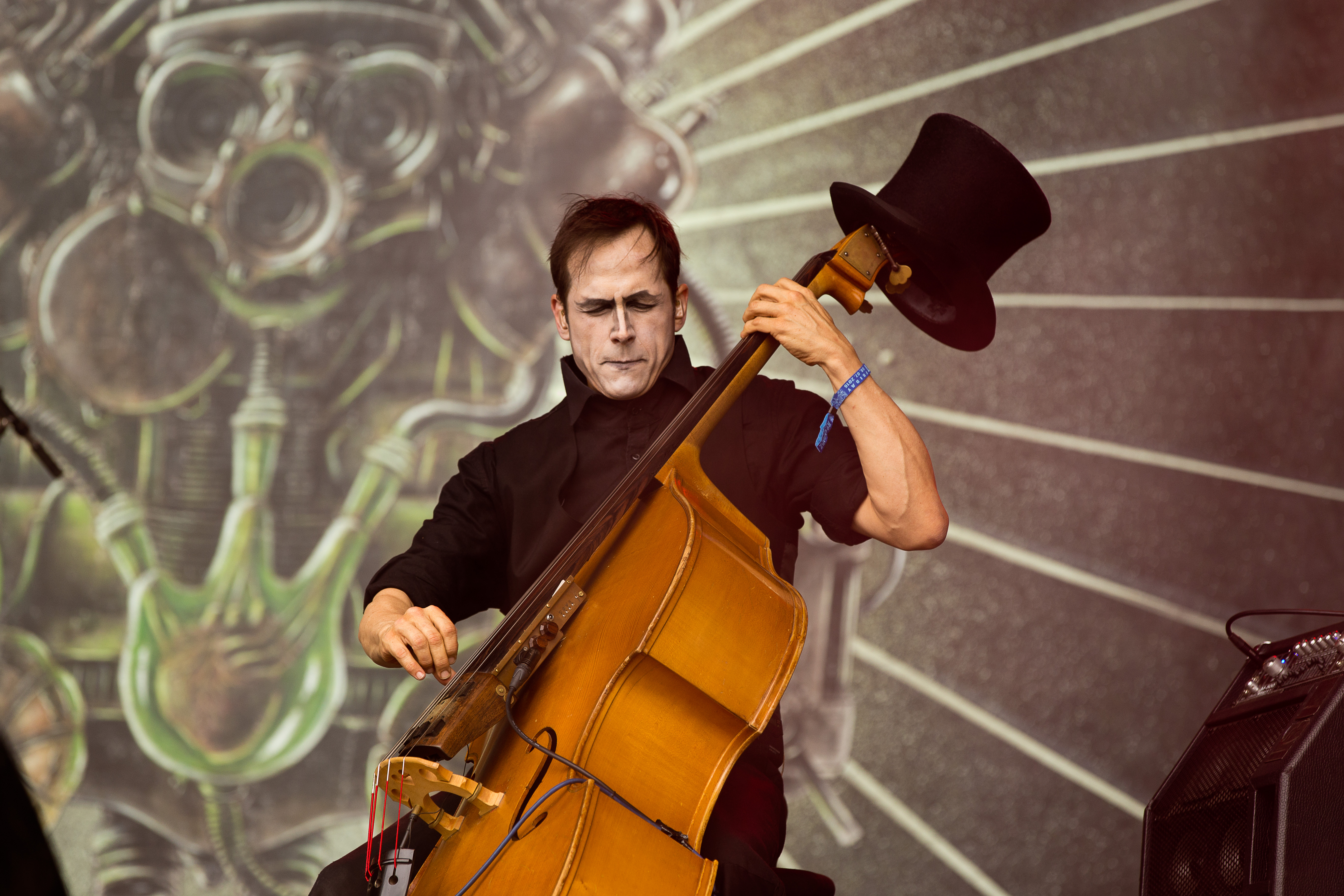
Kontrabassist „Sissy Voss“ von Coppelius auf dem Rockharz 2016

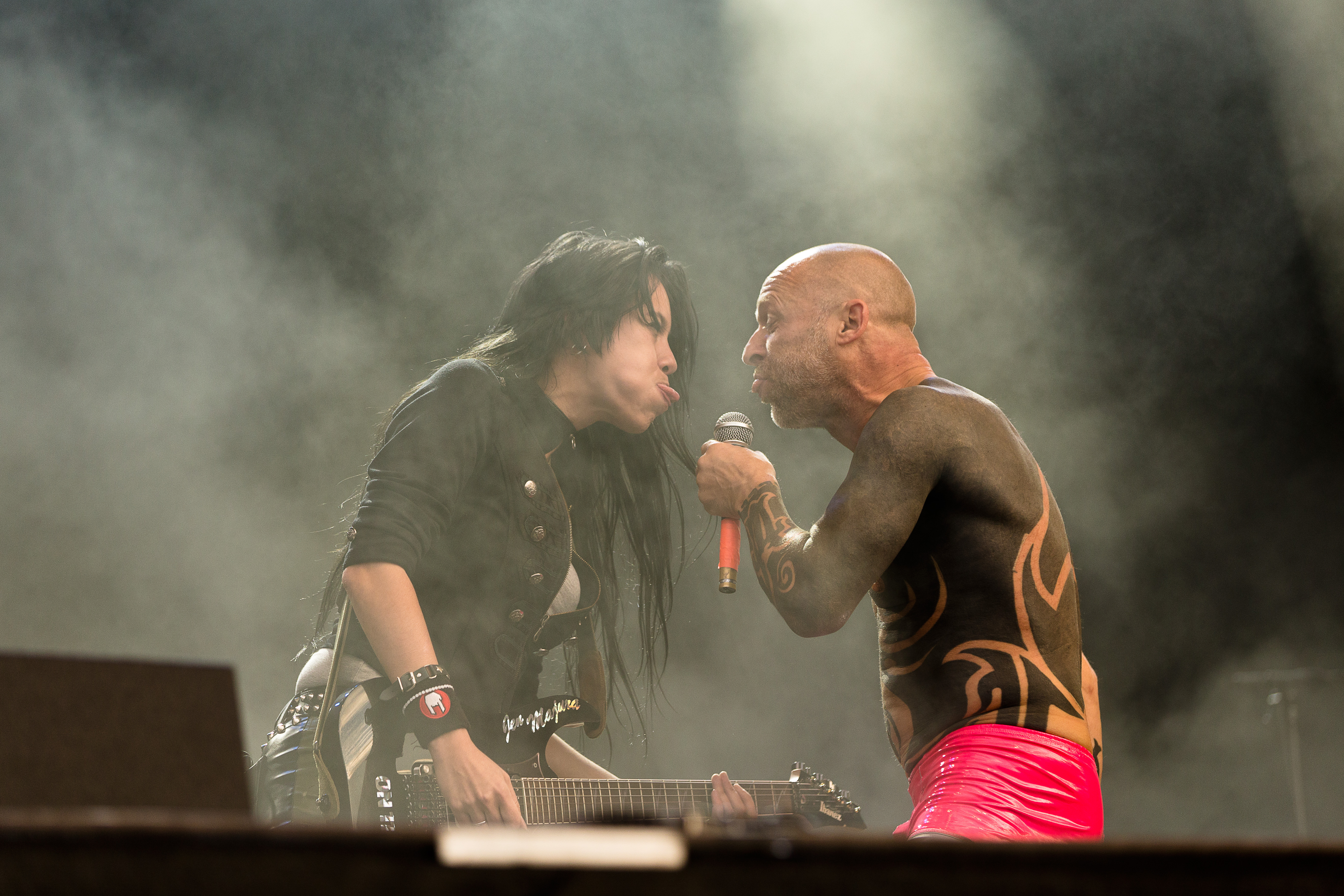
Jen Majura und Stumpen von Knorkator auf dem Rockharz 2016

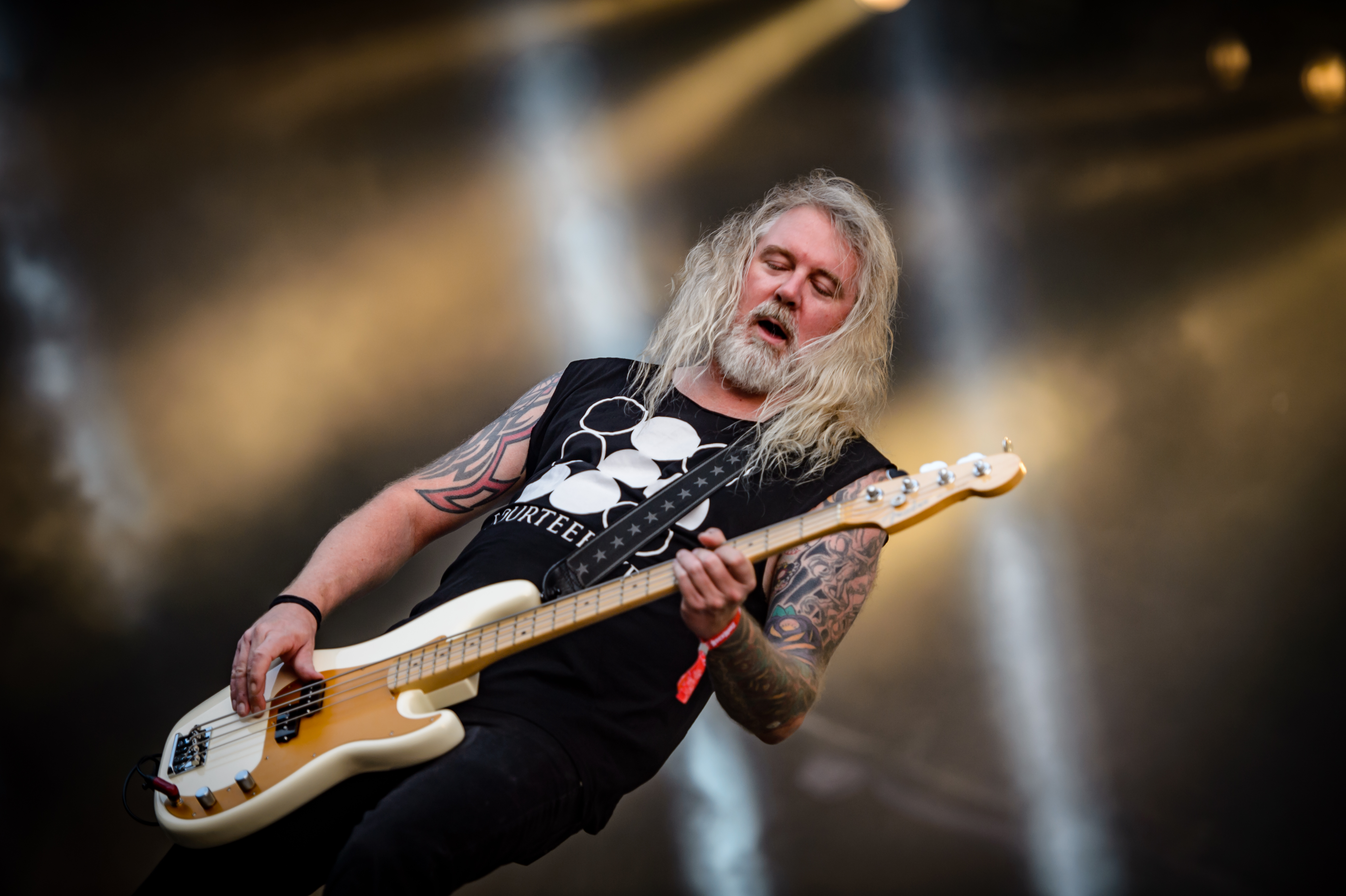
Anders Iwers von Dark Tranquillity auf dem Rockharz 2017

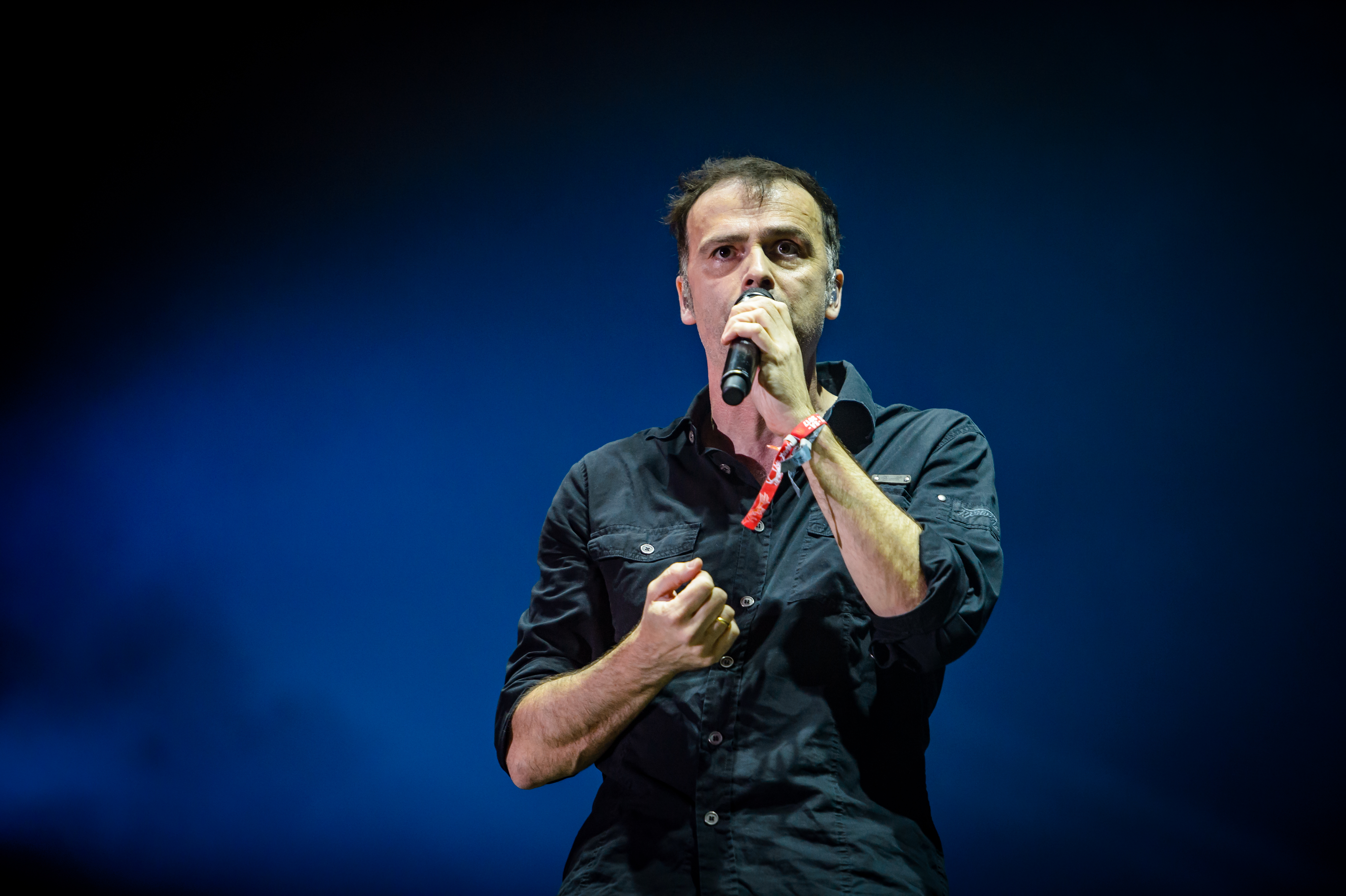
Hansi Kürsch von Blind Guardian auf dem Rockharz 2017

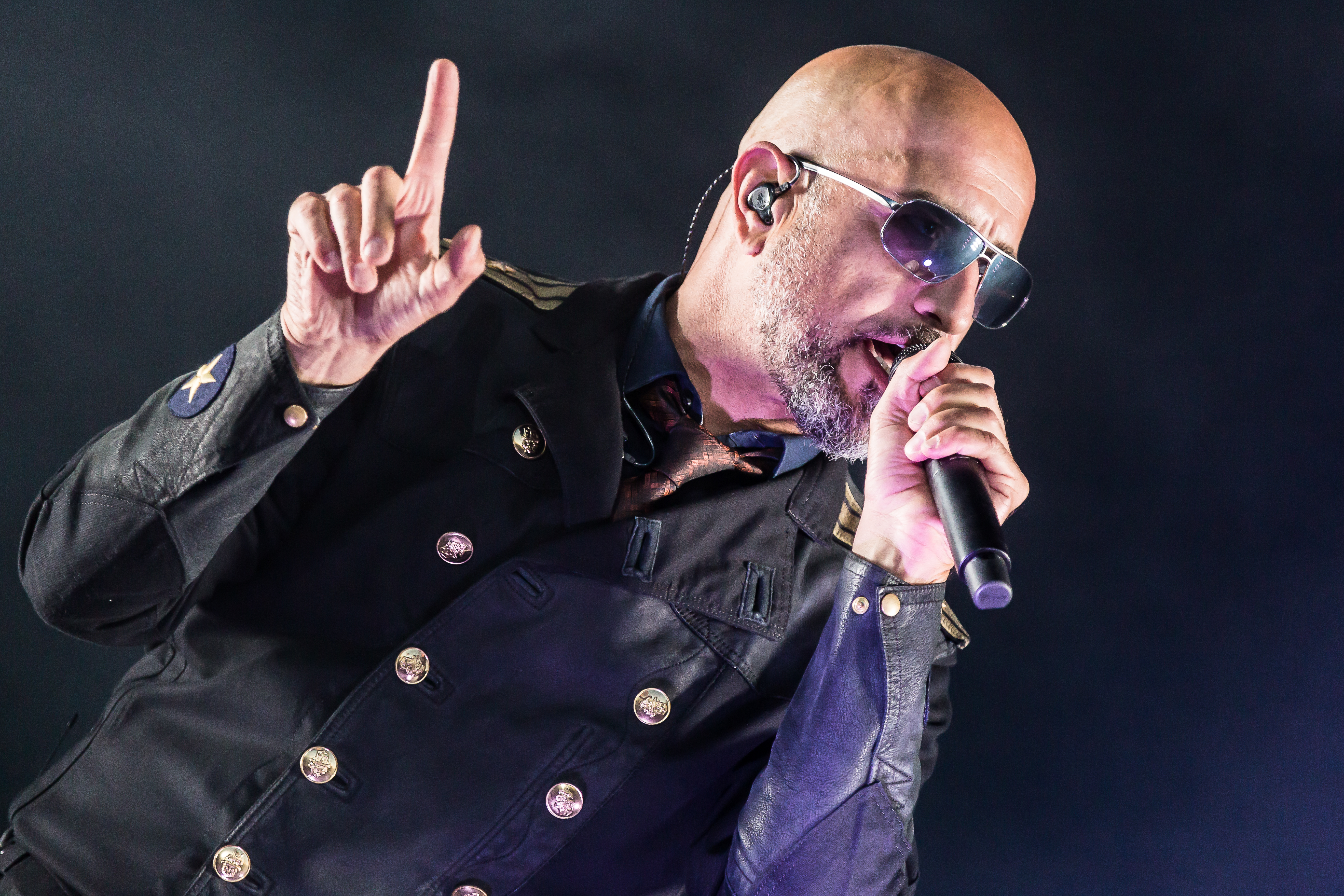
Alexander Wesselsky von Eisbrecher auf dem Rockharz 2018

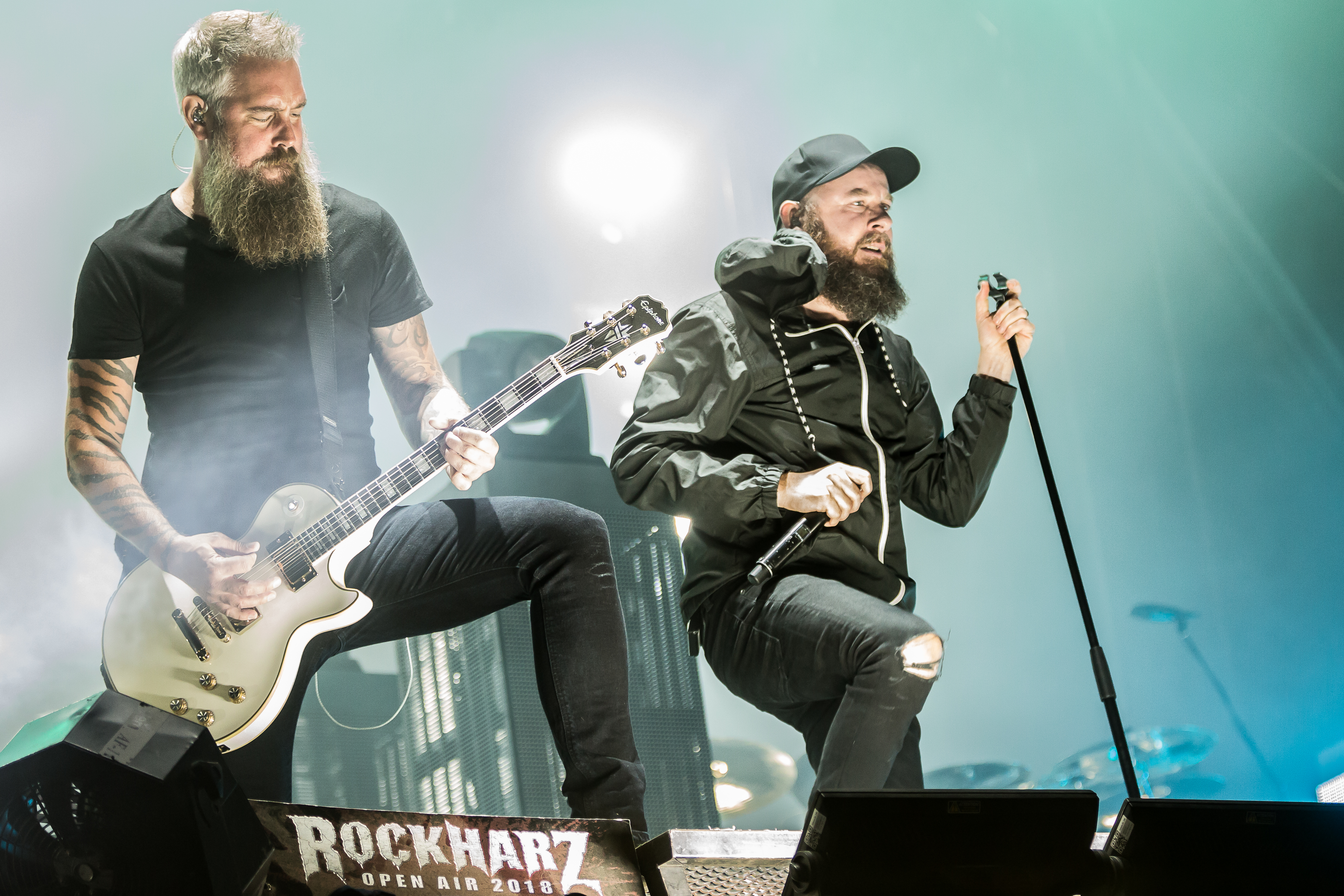
Björn Gelotte und Anders Fridén von In Flames auf dem Rockharz 2018

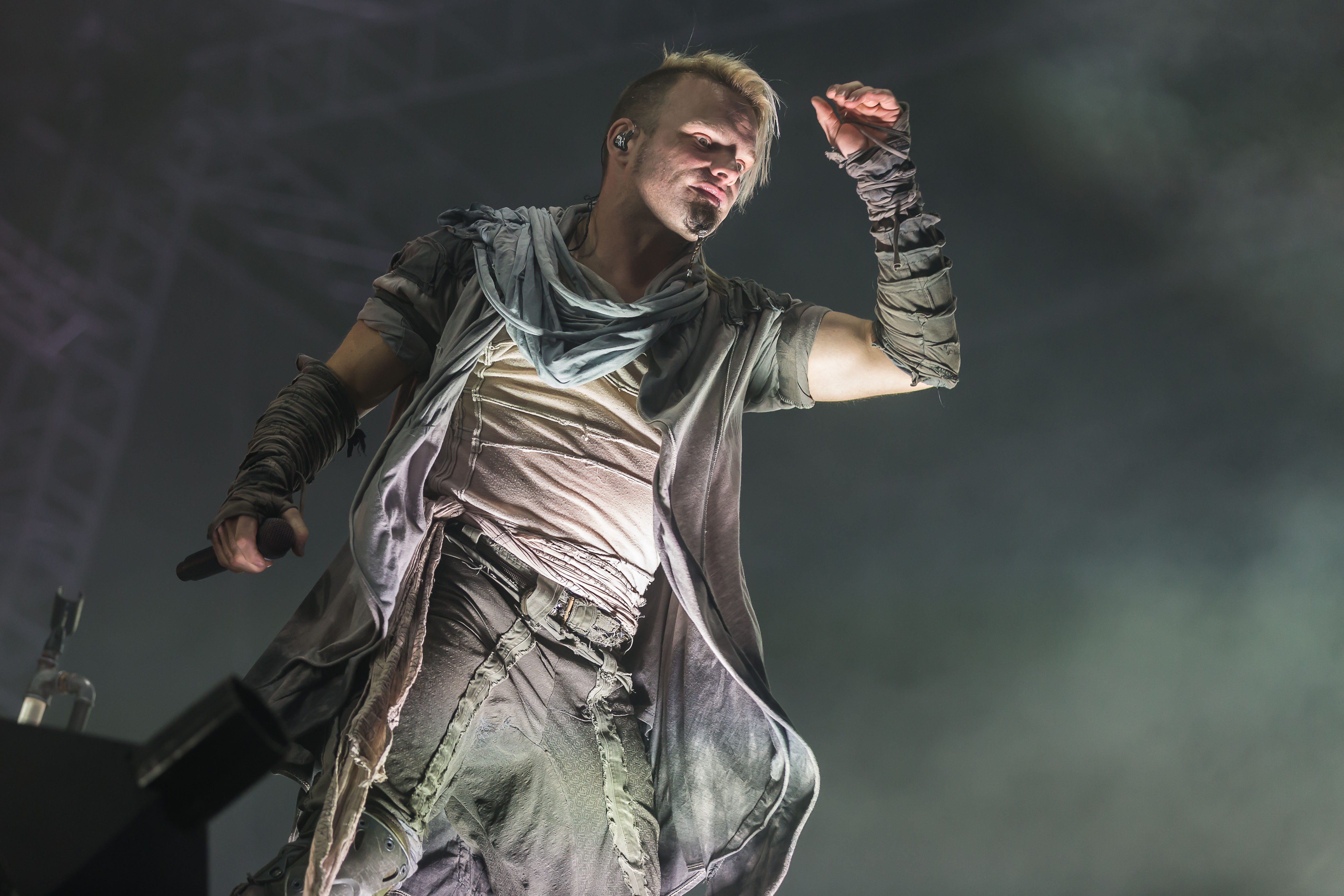
Jörg Roth (Alea der Bescheidene) von Saltatio Mortis auf dem Rockharz 2019

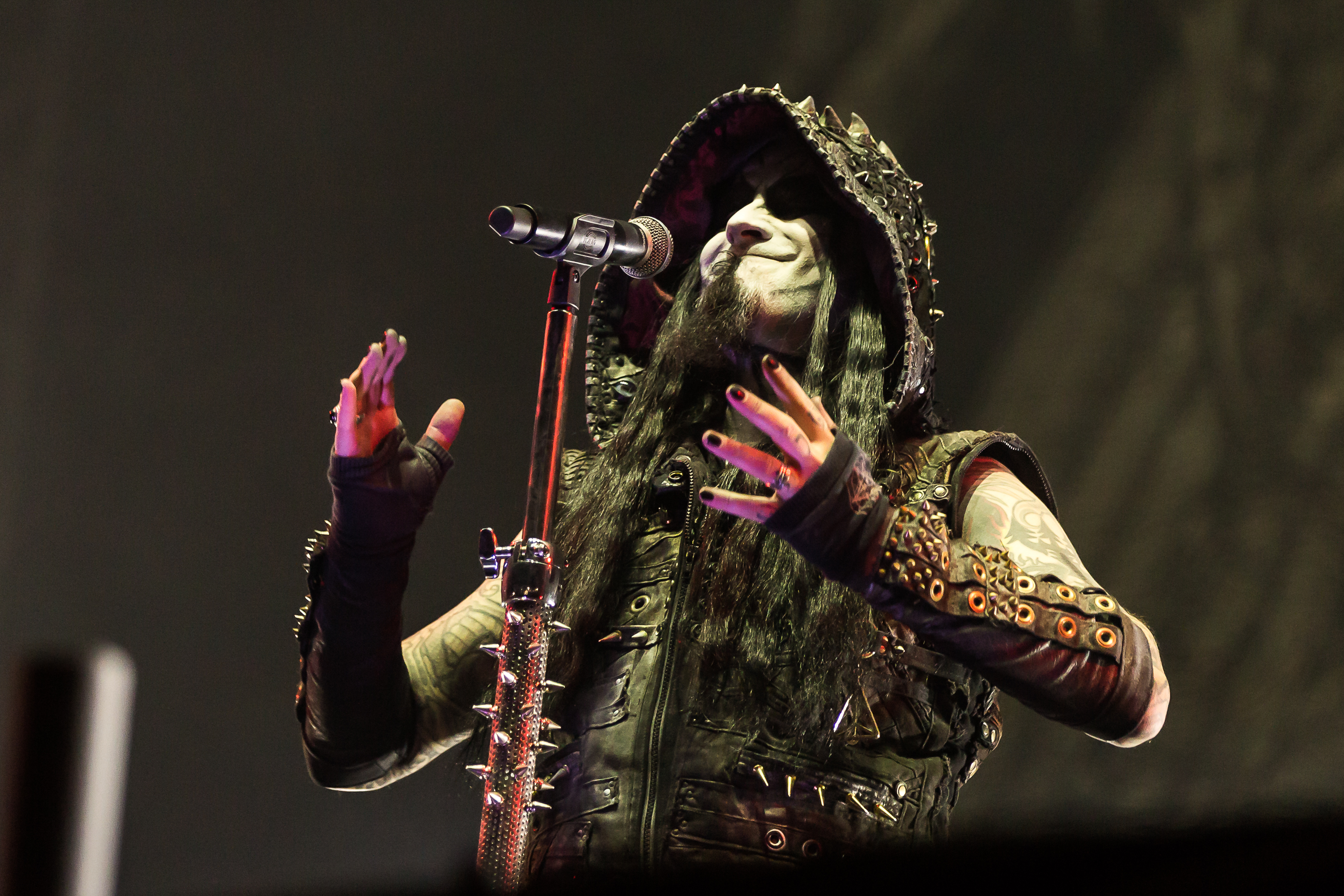
Shagrath von Dimmu Borgir auf dem Rockharz 2019

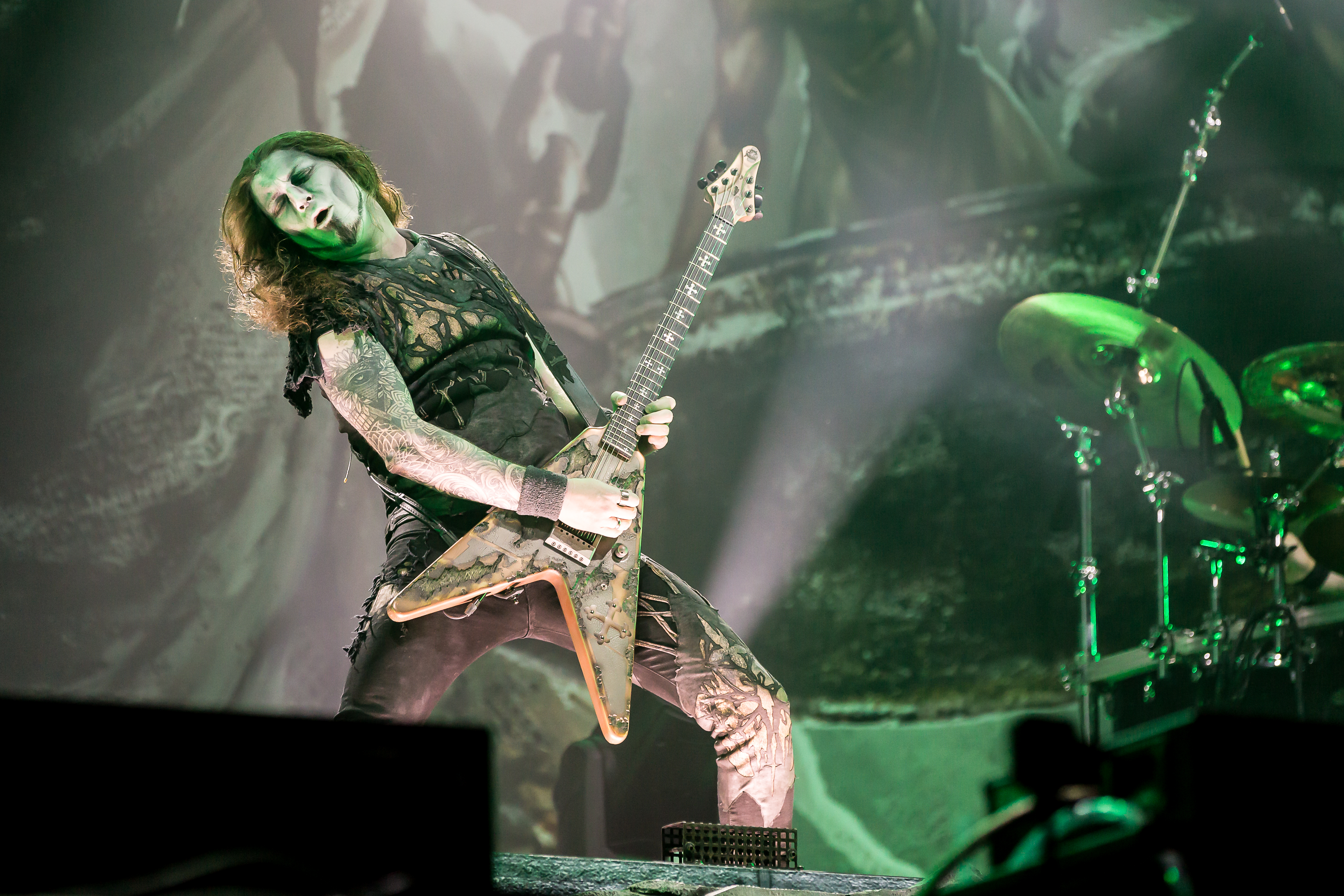
Charles Greywolf von Powerwolf auf dem Rockharz 2022

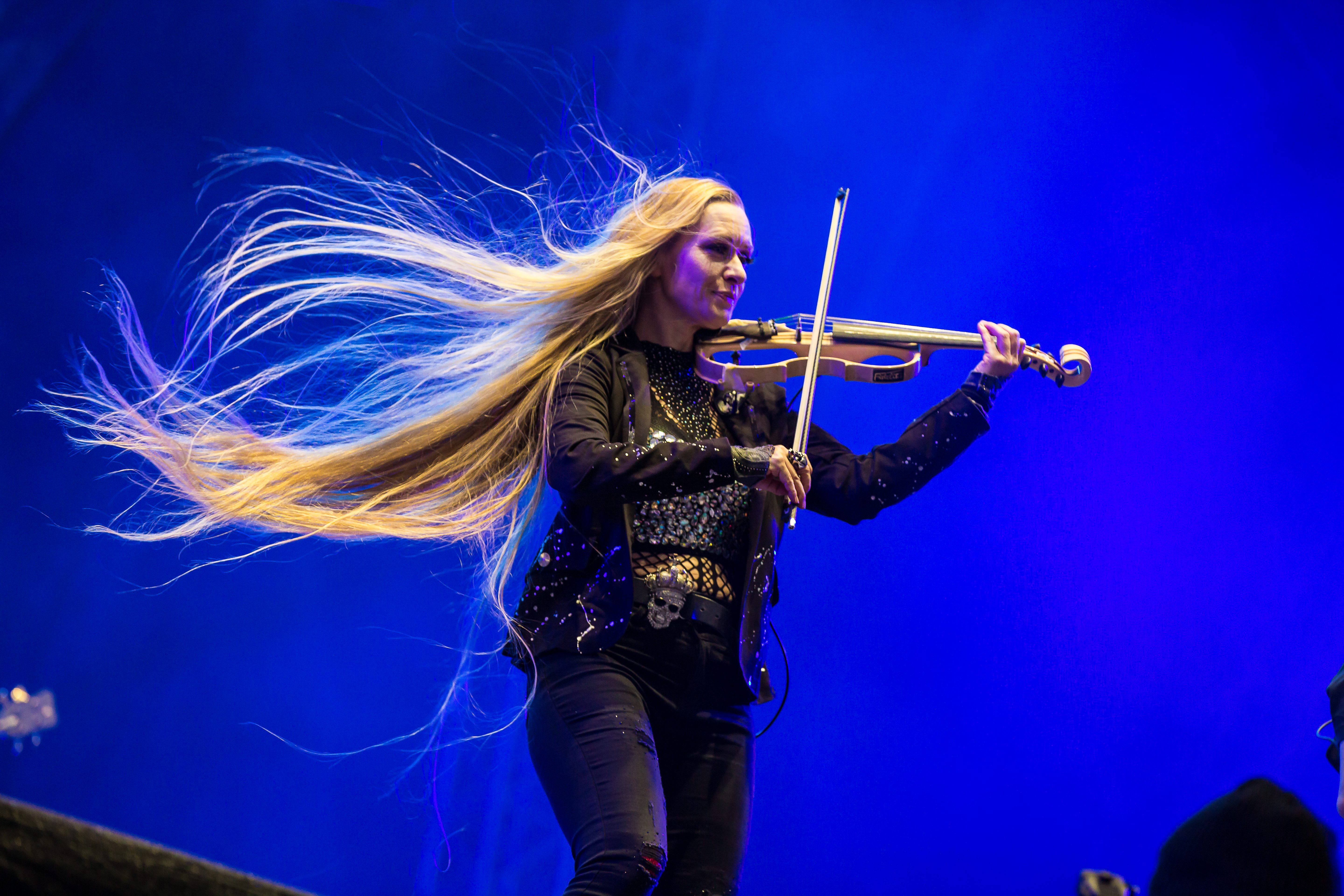
Ally Storch von Subway to Sally auf dem Rockharz 2022

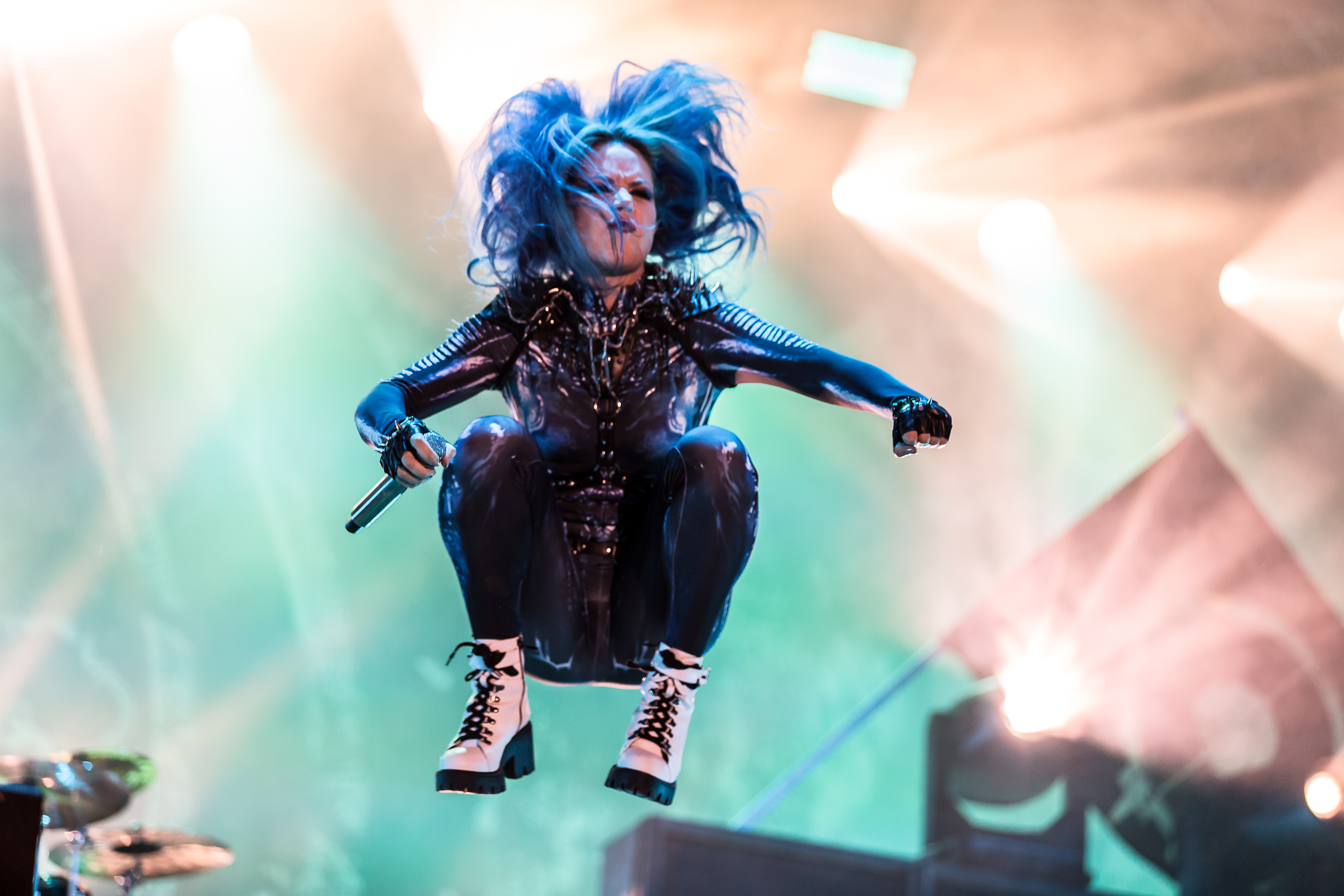
Alissa White-Gluz von Arch Enemy auf dem Rockharz 2023

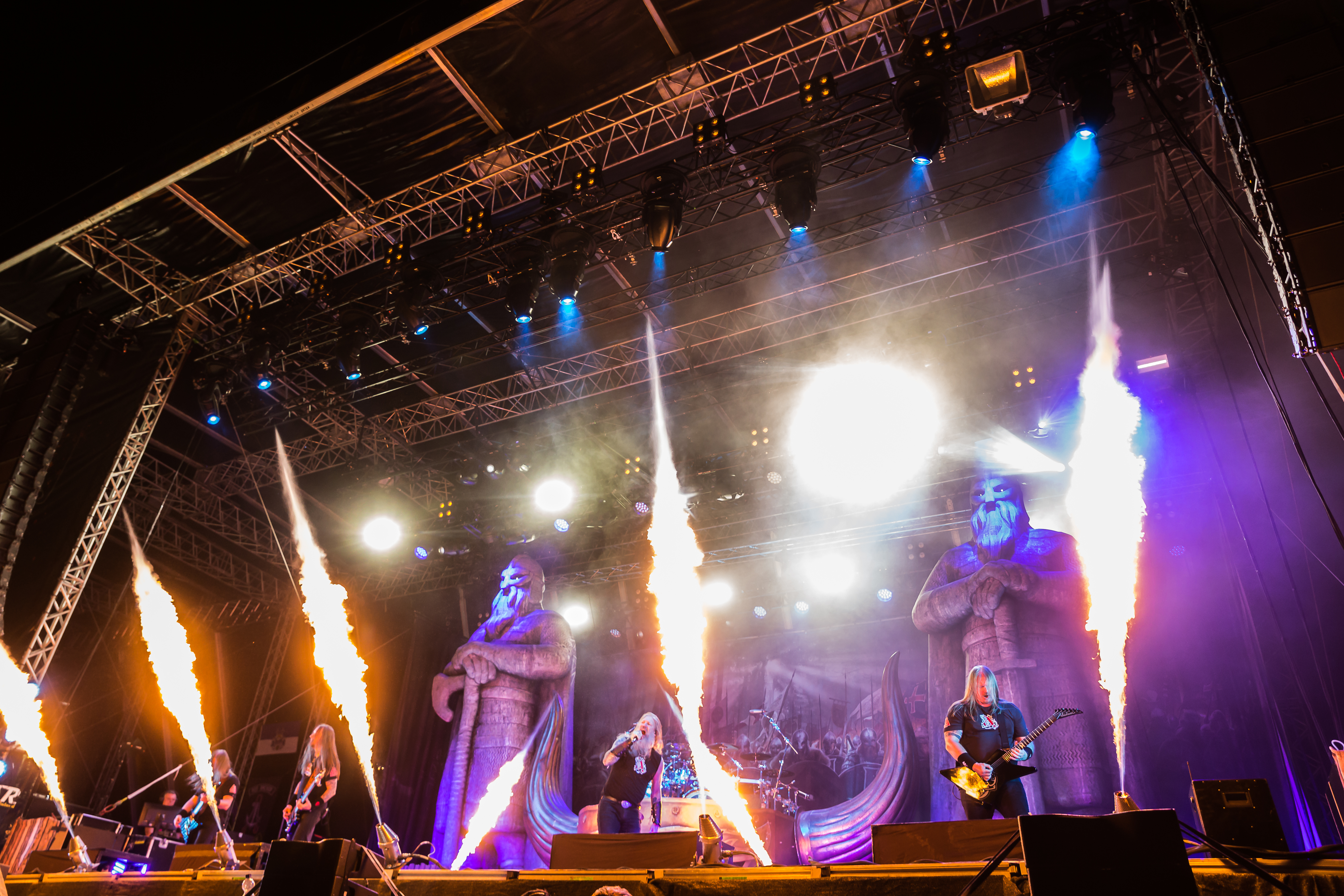
Amon Amarth auf dem Rockharz 2023

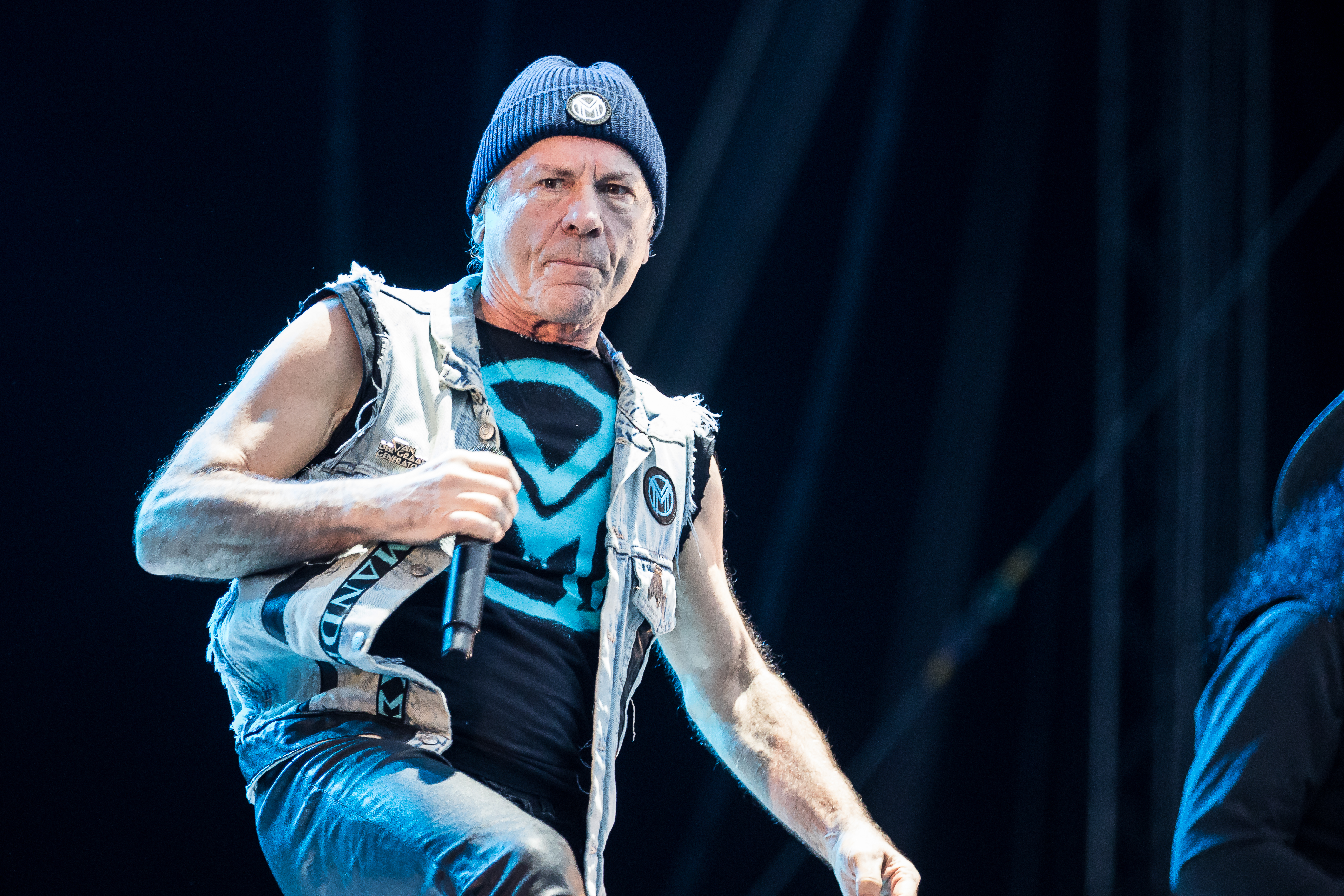
Bruce Dickinson auf dem Rockharz 2024

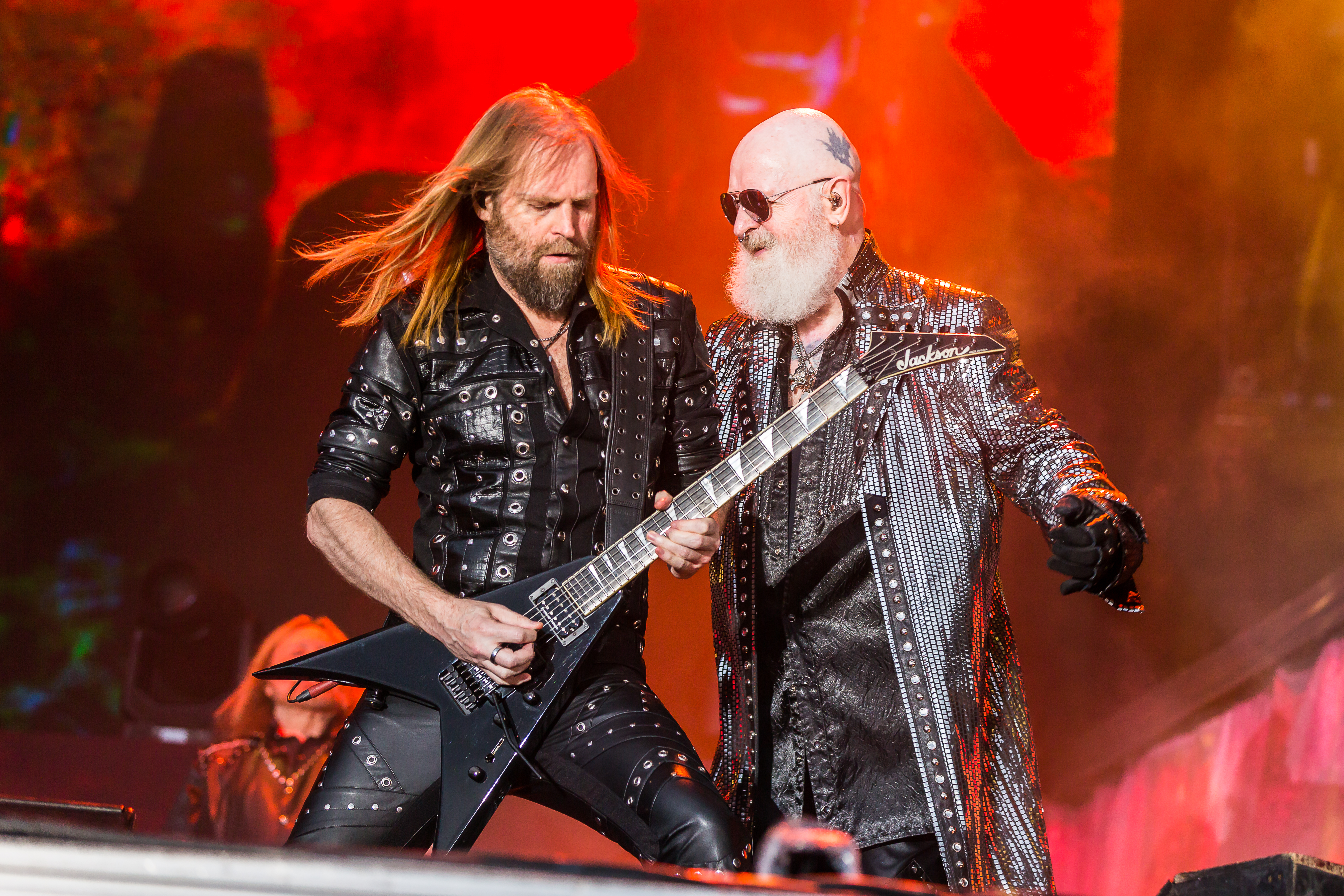
Andy Sneap und Rob Halford von Judas Priest auf dem Rockharz 2024

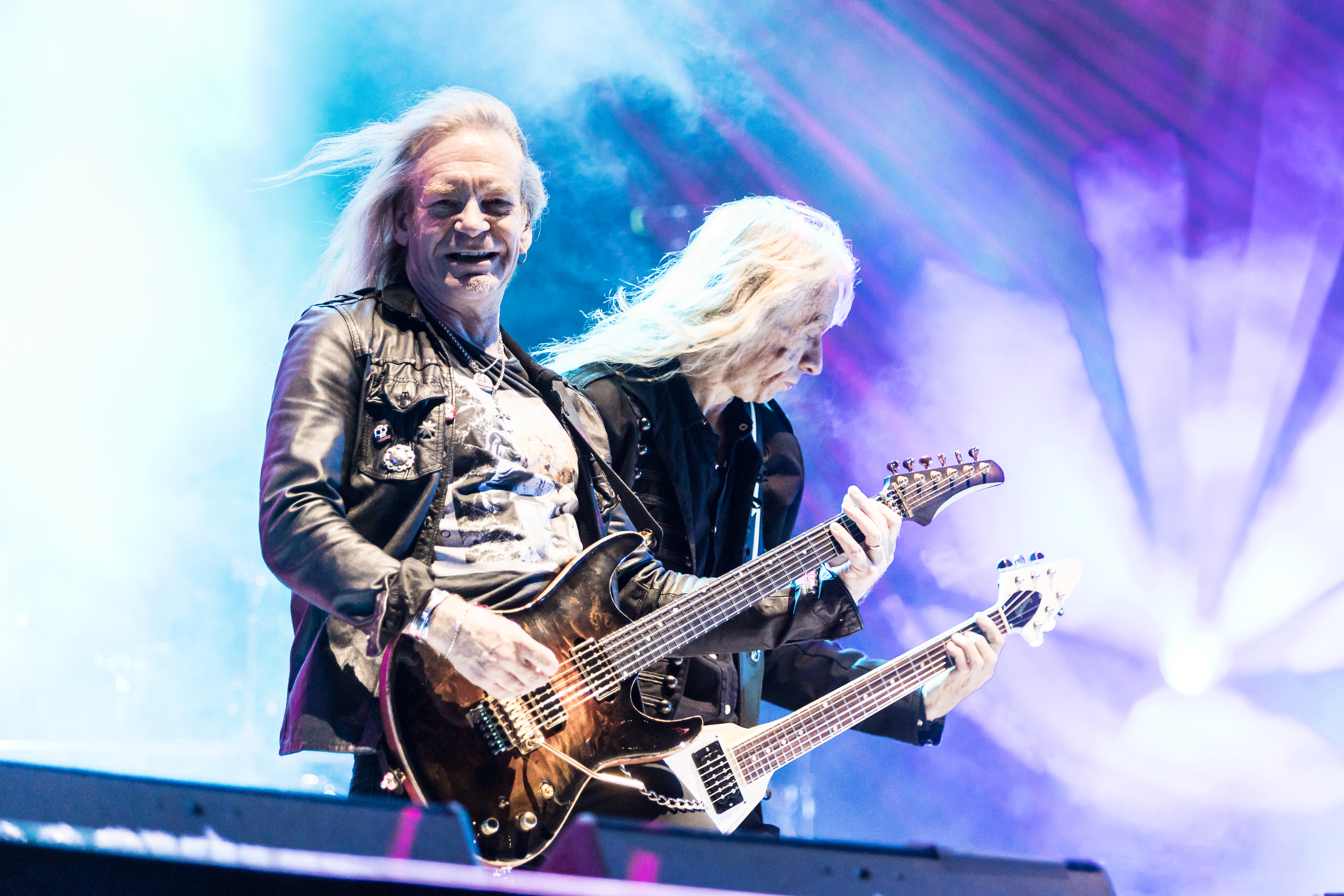
Doug Scarratt und Brian Tatler von Saxon auf dem Rockharz 2025

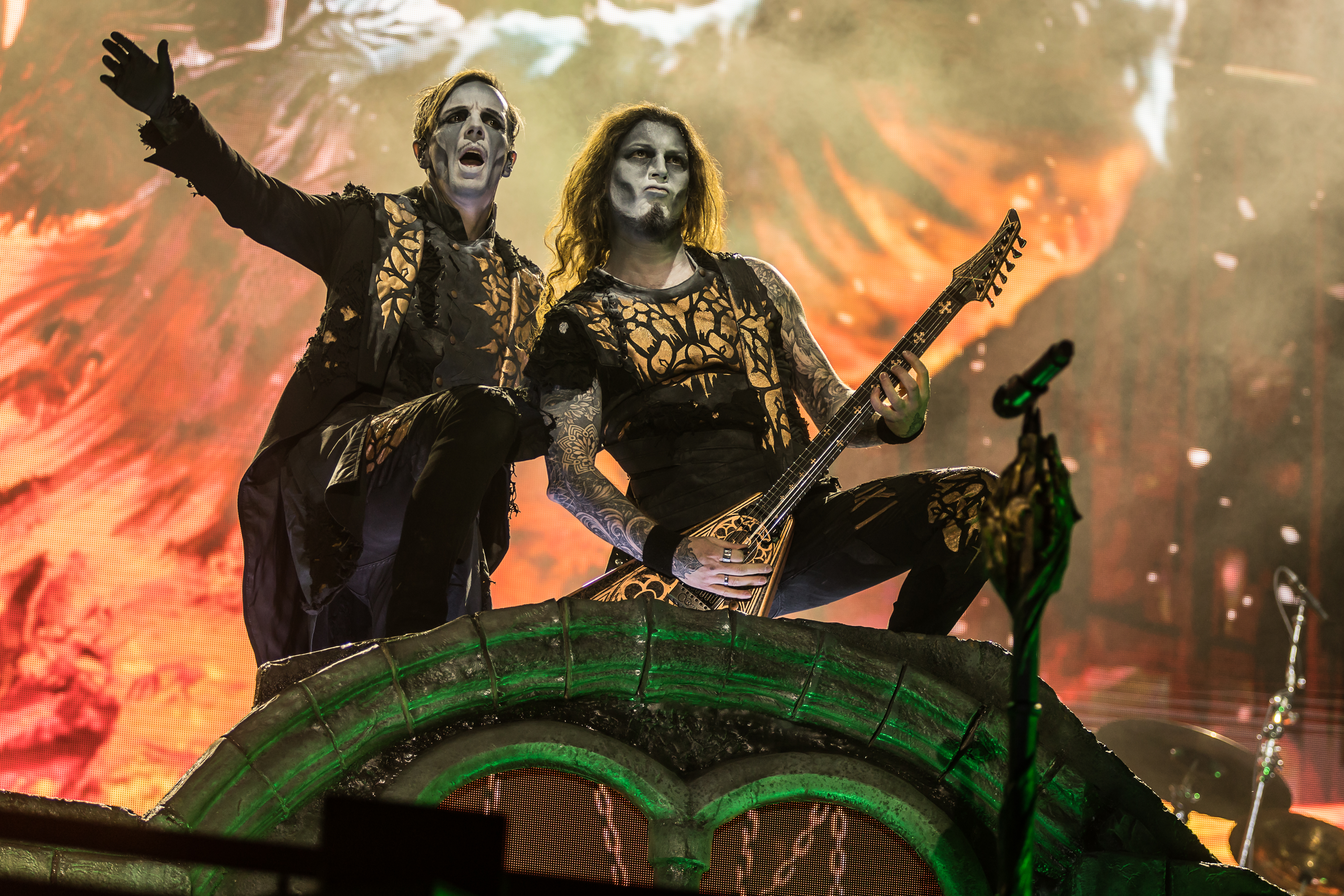
Falk Maria Schlegel und Matthew Greywolf von Powerwolf auf dem Rockharz 2025

Diese Liste umfasst eine Aufzählung von Bands, die am Rockharz teilgenommen haben bzw. für die nächste Auflage angekündigt sind.

## 1993 bis 1999
| Datum                   | Anz. | Line-up (Auftritte in den Vorjahren) | Weitere Infos |
| ----------------------- | ---- | --- | ------------- |
| 1993                    | ?    | Die Abstürzenden Brieftauben, Dahammwadensalad, Loose Trigger, Ashes, Tobi's Teacher, Swamp Music, Mokole |               |
| 25. Juni 1994           | ?    | Blue Steel, Shecogo, Slainte, Wasteland |               |
| 1995                    | ?    | Gasoline MC |               |
| 16. bis 17. August 1996 | ?    | Catty Caress, Guano Apes, Hungerstrike, Melrose Punks, Tallian Gray, The Atmosfear, Wasteland, Motown, 2Funny3, Ekspärtän |               |
| 11. bis 12. Juli 1997   | 17   | Mad Minority, MCDoors, RAW, Silent Hectic, Speak’n’Fish, El Mariachi, Budgie B, Silly Season, Wild Thing, X-Rated, Wonderprick, Katakombo, T.A.N., Daily Milk, Beefrantic, Talisien                                                                                       |               |
| 10. bis 11. Juli 1998   | 15   | Freitag, 10. Juli Dark at Dawn, Hungerstrike (1996), Mad Minority (1997), RAW (1997), R.I.P., The Atmosfear (1996), The Tide und Temple of the Absurd Samstag, 11. Juli Acoustic Affair, Fuse, Ganz Schön Feist, Joker's Wildest, John Doe's Dead, Tallian Gray, The Elks |               |
| 9. bis 10. Juli 1999    | 12   | Chroming Rose, Donots, Gasoline MC, Harmann, King Banana, Late September Dogs, No Relief, No Sex until Marriage, Rex Dildos, Seed, Spiral Tower, Sturmschaden |               |

## 2000 bis 2004
| Datum                 | Anz. | Line-up (Auftritte in den Vorjahren) | Weitere Infos                                      |
| --------------------- | ---- | --- | -------------------------------------------------- |
| 2000                  | ?    | Freitag Breakdance-Gruppen und Techno-Disko Samstag Eaten by Sheiks, Perfect, Pussy Box und weitere Bands |                                                    |
| 15. bis 16. Juni 2001 | 9    | Freitag, 15. Juni Die Apokalyptischen Reiter, Flowing Tears, Joker’s Wildest (1998), Re-Vision, Skyclad Samstag, 16. Juni Fear of the Dawn, Kissed, Silver Beatles, Zoo TV |                                                    |
| 21. bis 22. Juni 2002 | 18   | Freitag, 21. Juni Agathodaimon, Blaze Bayley, Burden of Grief, Don't, Fear of the Dawn (2001), Gondwania, Joker's Wildwest (1998, 2001), Overkill, Tankard Samstag, 22. Juni Elements of Change, Letzte Instanz, L.O.W., Meatgrinder, Merlons Lichter, Mila Mar, Schandmaul, Squeeze#6, Stratos | Liquid Sky Dust abgesagt, dafür Elements of Change |
| 20. bis 21. Juni 2003 | 22   | Freitag, 20. Juni Annihilator, Bedevilment, Black Box Pilot, Flowing Tears (2001), Gooda Habbit, J.B.O., King Leoric, Moskote, RAW (1997, 1998) Samstag, 21. Juni Dark at Dawn (1998), Don't, Doro, End of Green, Fading Starlight, Gondwania (2002), Knorkator, Meatgrinder (2002), Rawhead Rexx, Skylax, Squealer, Suidakra, The Atmosfear (1996, 1998)                                           |                                                    |
| 18. bis 19. Juli 2004 | 22   | Freitag, 18. Juli Brainstorm, Clawfinger, Die Apokalyptischen Reiter (2001), Disbelief, Fleshcrawl, Majesty, Perzonal War, Presence of Mind, Rythm Disaster, Spectrodize, Torfrock Samstag, 19. Juli Burden of Grief (2002), Buttercup, Edge of Thorns, Fear of the Dawn (2001, 2002), Sacred Steel, Subway to Sally, Tankard (2002), The Atmosfear (1996, 1998, 2003), Triquetra, U.D.O., Uppercut |                                                    |

## 2005 bis 2009
| Datum                 | Anz. | Line-up (Auftritte in den Vorjahren) | Weitere Infos                                                          |
| --------------------- | ---- | --- | ---------------------------------------------------------------------- |
| 8. bis 9. Juli 2005   | 25   | Freitag, 8. Juli 10 Fold-Below, Bedevilment (2003), D.A.M.N., Destruction, Element X, Fear of the Dawn (2001, 2002, 2004), Grave Digger, Izegrim, My Darkest Hate, Onkel Tom, Overkill (2002), Stone of Fal, Worst Samstag, 9. Juli Agonya, Capriccio, Dark Age, Doro (2003), Holy Moses, Mambo Kurt, Reminder, Skew Siskin, Kneipenterroristen, Rage, Superstarfuckers, Uppercut (2004) |                                                                        |
| 7. bis 8. Juli 2006   | 33   | Freitag, 7. Juli Atrocity, Crayfox, Crypteria, Dew-Scented, Disengage, Gorilla Monsoon, Leaves’ Eyes, Letzte Instanz (2002), Mambo Kurt (2005), More the Head, One Man Army and the Undead Quartet, Paul Di’Anno & The Phantoms of the Opera, Stake, Subway to Sally (2004), V8 Wankers, Samstag, 8. Juli Blutsbrüder, Cast in Silence, Crucified Barbara, Fated, Dimple Minds, Fear of the Dawn (2001, 2002, 2004, 2005), Gamma Ray, J.B.O. (2003), Jon Oliva’s Pain, Knorkator, Legio Mortis, Orden Ogan, T-Bone, The Atmosfear (1996, 1998, 2003), The Last Dirt, Vader, Victory, Zeroed | Bloodmoon abgesagt                                                     |
| 6. bis 7. Juli 2007   | 36   | Donnerstag, 5. Juli (Warm-up) Mambo Kurt (2005, 2006), Metal Karaoke, DJ Buffo (Rockhard), DJ Gerre (Tankard) Freitag, 6. Juli After Forever, A.O.K., Blacklist Ltd., Clawfinger (2004), Destruction (2005), Die Apokalyptischen Reiter (2001, 2004), Drone, Iron Fate (2006), Nikki Puppet, Oomph!, Squealer A.D., Steel Protector, Týr, Re-Vision (2001), Slayensemble, Worst (2005), Zed Yago Samstag, 7. Juli ASP, Contradiction, Crayfox (2006), Dark at Dawn (1998, 2003), Darzamat, Hatesphere, In Extremo, Kneipenterroristen (2005), Kreator, Lake of Tears, Loraine, President Evil, Rage (2005), Sacred Steel (2004), Sister Sin, Suidakra (2003), The Last Dirt (2006), Van Canto                                                | - W.A.S.P. abgesagt, dafür Destruction - Dark at Dawn Abschiedskonzert |
| 17. bis 19. Juli 2008 | 40   | Donnerstag, 17. Juli Dimple Minds (2006), Feuerschwanz, Kissin’ Dynamite, Mambo Kurt (2005, 2006, 2007), Torfrock (2004), V8 Wixxxer (2006) Freitag, 18. Juli Alestorm, Atrocity (2006), Brainstorm (2004), Callejon, Capriccio (2005), Down Below, Haggard, Hate2Lose, Knorkator (2003, 2006), Lacrimas Profundere (2008), Neaera, RAW (1997, 1998, 2003), Saltatio Mortis, Saxon, Serum 114, Turisas, Týr (2007) Samstag, 19. Juli Amon Amarth, Bedevilment (2003, 2005), Beloved Enemy, Benedictum, Burden of Grief (2002, 2004), Cast in Silence (2006), Crematory, Damn, Diablo Swing Orchestra, Eisbrecher, Elements of Change (2002), Maroon, Ohrenfeindt, One Bullet Left, Secrets of the Moon, Sodom, Third Moon, Within Temptation | Atrocity mit Werk-80-Show                                              |
| 9. bis 11. Juli 2009  | 38   | Donnerstag, 9. Juli Erste Allgemeine Verunsicherung, Die Schröders, Elements of Change (2002, 2008), Exit Inside, Fiddler’s Green, J.B.O. (2003, 2006) Freitag, 10. Juli Battlelore, Coppelius, Cripper, D.T.A., Drone (2007), Epica, Hangmans Rep., Heaven Shall Burn, Heidevolk, Ingrimm, Isolated, Liquid God, Moonspell, Nachtgeschrei, Schandmaul (2002), Trollfest, Unheilig Samstag, 11. Juli Age of Evil, A.O.K. (2007), Arch Enemy, ASP (2007), Blutsbrüder (2006), Dark Tranquillity, Grave Digger (2005), Korpiklaani, Legenda Aurea, Lyfthrasyr, Megaherz, Rough Silk, Suidakra (2003, 2007), Tankard (2002, 2004), W.A.S.P. |                                                                        |

## 2010 bis 2014
| Datum                 | Anz. | Line-up (Auftritte in den Vorjahren) | Weitere Infos                                                               |
| --------------------- | ---- | --- | --------------------------------------------------------------------------- |
| 8. bis 10. Juli 2010  | 42   | Donnerstag, 8. Juli Cast in Silence (2006, 2008), DevilDriver, Die Apokalyptischen Reiter (2001, 2004, 2007), Edguy, Feuerengel, John Tennis, Sonata Arctica, The Haunted, Van Canto (2007), Vice Freitag, 9. Juli A Death Experience, Delain, Dew-Scented (2006), Equilibrium, Excrementory Grindfuckers, Gernotshagen, Kreator (2007), Marduk, Mono Inc., Oomph! (2007), Rage (2005, 2007), Therion, Undertow, V8 Wankers (2006, 2008), Vader (2006) Samstag, 10. Juli Black Messiah, Cumulo Nimbus, Dargolf Metzgore, Dark Age (2005), Disbelief (2004), Doro (2003, 2005), Eisbrecher (2008), Emergency Gate, End of Green (2003), Ensiferum, Krypteria, My Inner Burning, Overkill (2002, 2005), Sonic Syndicate, Subway to Sally (2004, 2006), Unzucht, Varg |                                                                             |
| 7. bis 9. Juli 2011   | 55   | Mittwoch, 6. Juli (Warm-up) Dampfmaschine, Elements of Change (2002, 2008, 2009), Fear of the Dawn (2001, 2002, 2004, 2005, 2006), In Ear Branding, Johnny Deathshadow, My Inner Burning (2010), Nikki Puppet (2007), The Atmosfear (1996, 1998, 2003, 2006), Worst (2005, 2007) Donnerstag, 7. Juli Amorphis, Cripper (2009), Dreamshade, Fozzy, Frei.Wild, Hypocrisy, Neaera (2008), Pro-Pain, Sons of Seasons, Stratovarius, The New Black, Vreid Freitag, 8. Juli Caliban, Dark Tranquillity (2009), Eisregen, End of Green (2003, 2010), Fiddler’s Green (2009), Hackneyed, Hammerfall, Lay Down Rotten, Månegarm, Mayan, Powerwolf, Saltatio Mortis (2008), Stahlmann, Tarja, The Sorrow, Vogelfrey, We Butter the Bread with Butter Samstag, 9. Juli Ektomorf, Feuerschwanz (2008), Grand Magus, Guns of Moropolis, Haggard (2008), Hail of Bullets, In Extremo (2007), J.B.O. (2003, 2006, 2009), Letzte Instanz (2002, 2006), Long Distance Calling, Motorjesus, Nashville Pussy, Orden Ogan (2006), Silverlane, Turisas, Týr (2007, 2008), U.D.O. (2004) |                                                                             |
| 12. bis 14. Juli 2012 | 51   | Mittwoch, 11. Juli (Warm-up) Bulletmonks, Earthship, Fateful Finality, Kyonic, Punish My Heaven, The Spook Donnerstag, 12. Juli Drone (2007, 2009), Emil Bulls, Five Feet High And Rising, Hatebreed, Municipal Waste, Night in Gales, Oomph! (2007, 2010), Pain, Rage (2005, 2007, 2010), Red Fang, Sepultura, Tanzwut Freitag, 13. Juli ASP (2007, 2009), Before the Dawn, Black Sun Aeon, Blind Guardian, Coppelius (2009), Deathstars, Desperadoz, Djerv, Engel, Epica (2009), Paradise Lost, Paul Di’Anno (2006), Primordial, Sterbhaus, The Forshadowing, XIV Dark Centuries Samstag, 14. Juli Amon Amarth (2008), Arch Enemy (2009), Betontod, Chronic, Deadlock, De Profundis, Freedom Call, Gernotshagen (2010), Knorkator (2003, 2006, 2008), Lacuna Coil, Moonsorrow, Morgoth, Skyforger, Suidakra (2003, 2007, 2009), The Ocean, The Other, Týr (2007, 2008, 2011) |                                                                             |
| 11. bis 13. Juli 2013 | 49   | Mittwoch, 10. Juli (Warm-up) Dimple Minds, Megaherz, Nachtgeschrei, Victorius, Volksmetal Donnerstag, 11. Juli Audrey Horne, Devin Townsend Project, Grailknights, Kreator (2007, 2010), Mono Inc. (2010), Ohrenfeindt (2008), Subway to Sally (2004, 2006, 2010), The Resistance, Toxpack, Unearth, Vader (2006, 2010), Freitag, 12. Juli Accept, Alestorm (2008), Alpha Tiger, Arkona, Dark Tranquillity (2009, 2011), Delain (2010), DragonForce, Eluveitie, Emergency Gate (2010), Feuerschwanz (2008, 2011), Furious Anger, Grindfuckers, Iced Earth, Melechesh, Moonspell (2009), Orden Ogan (2006, 2011), Soulfly Samstag, 13. Juli Akrea, Avantasia, Dark at Dawn (1998, 2003, 2007), Der Weg einer Freiheit, Dr. Living Dead!, Eisbrecher (2008, 2010), Ensiferum (2010), Fiddler’s Green (2009, 2011), Finntroll, J.B.O. (2003, 2006, 2009, 2011), Mustasch, Psychopunch, Schwarzer Engel, Tankard (2002, 2004, 2009), The Bones, Van Canto (2007, 2010)                                                                                                 | - Soilwork abgesagt, dafür Dark Tranquillity - Dark at Dawn Reunite-Konzert |
| 10. bis 12. Juli 2014 | 51   | Mittwoch, 9. Juli (Warm-up) 21Octayne, Brainstorm (2004, 2008), Iron Savior, Rhapsody of Fire, Words of Farewell Donnerstag, 10. Juli Amorphis (2011), Battle Beast, D-A-D, Hammercult, Insomnium, Korpiklaani (2009), Peter Pan Speedrock, Sabaton, Saltatio Mortis (2008, 2011), Sodom (2008), The Very End, Vogelfrey (2011) Freitag, 11. Juli 9mm, Arch Enemy (2009, 2012), Bullet, Children of Bodom, Destruction (2005, 2007), Dynamite, Einherjer, Eisregen (2011), Ektomorf (2011), Equilibrium (2010), Hämatom, Helloween, Heretoir, Nothnegal, Undertow (2010), Wolfheart, Xandria Samstag, 12. Juli Born from Pain, Feuerengel (2010), Fjoergyn, Gloryhammer, Harmann (1999), Heidevolk (2009), In Extremo (2007, 2011), Kissin’ Dynamite (2008), Knorkator (2003, 2006, 2008, 2012), Legion of the Damned, Motorjesus (2011), Powerwolf (2011), Primal Fear, Sonic Syndicate (2010), Tiamat, Unleashed, Unzucht (2010) | Soilwork abgesagt, dafür Ektomorf                                           |

## 2015 bis 2019
| Datum                | Anz. | Line-up (Auftritte in den Vorjahren) | Weitere Infos |
| -------------------- | ---- | --- | --- |
| 9. bis 11. Juli 2015 | 53   | Mittwoch, 8. Juli (Warm-up) Ektomorf (2011, 2014), Elvenking, Serious Black, Stahlmann (2011), Suidakra (2003, 2007, 2009, 2012), We Butter the Bread with Butter (2011) Donnerstag, 9. Juli Alestorm (2008, 2013), Artillery, Behemoth, Drone (2007, 2009, 2012), Emil Bulls (2012), Epica (2009, 2012), Fiddler’s Green (2009, 2011, 2013), Hammerfall (2011), Kataklysm, Letzte Instanz (2002, 2006, 2011), Majesty (2004), Panzer, Skálmöld Freitag, 10. Juli Betontod (2012), Biohazard, Blues Pills, Coppelius (2009, 2012), Delain (2010, 2013), Devilment, Eisbrecher (2008, 2010, 2013), Fear Factory, Finsterforst, Månegarm (2011), Ragnaröek, Schandmaul (2002, 2009), Tanzwut (2012), The Gentle Storm, Undertow (2010, 2014), Volksmetal (2013), W.A.S.P. (2009) Samstag, 11. Juli Artillery, Asenblut, Cradle of Filth, Cripper (2009, 2011), Die Apokalyptischen Reiter (2001, 2004, 2007, 2010), Dream Theater, Eluveitie (2013), Ghost Brigade, Hell, Heretoir (2014), Orden Ogan (2006, 2011, 2013), Soulfly (2013), The Black Dahlia Murder, The Haunted (2010), Trollfest (2009), Varg (2010), Waldgeflüster | Agrypnie abgesagt, dafür Heretoir |
| 7. bis 9. Juli 2016  | 52   | Mittwoch, 6. Juli (AFM Label Night) Asenblut (2015), J.B.O. (2003, 2009, 2011, 2013), Kissin’ Dynamite (2008, 2014), Mors Principium Est, Onslaught, Shakra Donnerstag, 7. Juli Annihilator (2003), ASP (2007, 2009, 2012), Deadlock (2012), Enslaved, Entombed A.D., Gamma Ray (2006), Grand Magus (2011), Hackneyed (2011), Illdisposed, Saxon (2008), Soilwork, Spiritual Beggars, The New Roses Freitag, 8. Juli And Then She Came, Avantasia (2013), Axxis, Coppelius (2009, 2012, 2015), Der Weg einer Freiheit (2013), Dust Bolt, Fleshgod Apocalypse, Kärbholz, Kampfar, Knorkator (2003, 2006, 2008, 2012, 2014), Nitrogods, Primordial (2012), Saltatio Mortis (2008, 2011, 2014), Satyricon, Suicidal Angels, Twilight Force Samstag, 9. Juli Children of Bodom (2014), Ensiferum (2010, 2013), Finntroll (2013), Gloryhammer (2014), Hämatom (2014), Harpyie, Heldmaschine, Lost Society, Omnium Gatherum, Powerwolf (2011, 2014), Rockdevilz, Sonata Arctica (2010), Subway to Sally (2004, 2006, 2010, 2013), Tankard (2002, 2004, 2009, 2013), Tanzwut (2012, 2015), Versengold, Winterstorm | - Draconian abgesagt, dafür Winterstorm - J.B.O. und Kissin’ Dynamite mit Record Release Show - Saxon mit Eagle-Show - Coppelius Konzert der Abschiedstour |
| 5. bis 8. Juli 2017  | 55   | Mittwoch, 5. Juli (AFM Label Night) Bloodbound, Dirkschneider, Kryptos, Orden Ogan (2006, 2011, 2013, 2015), Serious Black (2015), Stahlmann (2011, 2015) Donnerstag, 6. Juli Apron, Arch Enemy (2009, 2012, 2014), Civil War, Death Angel, Fiddler’s Green (2009, 2011, 2013, 2015), Haggard (2008, 2011), In Extremo (2007, 2011, 2014), Infected Rain, Kadavar, Lacuna Coil (2012), Mantar, Nachtblut, Rage (2005, 2007, 2010, 2012), The New Black (2011), Wolfheart (2014) Freitag, 7. Juli Belphegor, Beyond the Black, Cypecore, Ewigheim, Firkin, Heaven Shall Burn (2009), Iced Earth (2013), Kambrium, Lord of the Lost, Mono Inc. (2010, 2013), Mr. Hurley & die Pulveraffen, Ohrenfeindt (2008, 2013), Ost+Front, Pain (2012), Unzucht (2010, 2014), Varg (2010, 2014), Vlad in Tears Samstag, 8. Juli Alcest, Asphyx, Blind Guardian (2012), Dark Tranquillity (2009, 2011, 2013), Dawn of Desease, Deserted Fear, Dew-Scented (2006, 2010), Eluveitie (2013, 2015), Feuerschwanz (2008, 2011, 2013), Grave Digger (2005, 2009), Insomnium (2014), Korpiklaani (2009, 2014), Moonspell (2009, 2013), Mr. Irish Bastard, Serum 114 (2008), Tank, The Vintage Caravan | |
| 4. bis 7. Juli 2018  | 54   | Mittwoch, 4. Juli (AFM Label Night) Bannkreis, Drone (2007, 2009, 2012, 2015), Kreator (2007, 2010, 2013), Monument, Ross the Boss, Winterstorm (2016) Donnerstag, 5. Juli Amorphis (2011, 2014), Blind Channel, Cellar Darling, Diablo Blvd, Equilibrium (2010, 2014), God Dethroned, Grailknights (2013), Letzte Instanz (2002, 2006, 2011, 2015), Mr. Hurley & Die Pulveraffen (2017), Nothgard, Powerwolf (2011, 2014, 2016), Primal Fear (2014), Schandmaul (2002, 2009, 2015), Skálmöld (2015), Sodom (2008, 2014) Freitag, 6. Juli Aeverium, Alestorm (2008, 2013, 2015), Amaranthe, Annisokay, Battle Beast (2014), Crematory (2008), Eisbrecher (2008, 2010, 2013, 2015), Ensiferum (2010, 2013, 2016), Eisregen (2011, 2014), Evergrey, Finntroll (2013, 2016), Hammerfall (2011, 2015), I´ll Be Damned, Nanowar of Steel, Obscurity, The Other (2012), Versengold (2016) Samstag, 7. Juli Ahab, Die Apokalyptischen Reiter (2001, 2004, 2007, 2010, 2015), Avatarium, Cannibal Corpse, Erdling, Exodus, Gloryhammer (2014, 2016), Goitzsche Front, In Flames, Knorkator (2003, 2006, 2008, 2012, 2014, 2016), Manntra, Oni, Paradise Lost (2012), Serenity, Skyclad (2001), Trollfest (2009, 2015), Walking Dead on Broadway                                                | - Oni abgesagt, dafür Drone und Aeverium |
| 3. bis 6. Juli 2019  | 55   | Mittwoch, 3. Juli Brothers of Metal, Combichrist, From North, J.B.O. (2003, 2006, 2009, 2011, 2013, 2016), U.D.O. (2004, 2011), Vader (2006, 2010, 2013) Donnerstag, 4. Juli Amon Amarth (2008, 2012), Bloodred Hourglass, Coppelius (2009, 2012, 2015, 2016), Cradle of Filth (2015), Feuerschwanz (2008, 2011, 2013, 2017), Hämatom (2014, 2016), Lacrimas Profundere (2008), Lordi, Nervosa, Overkill (2002, 2005, 2010), Stam1na, The Unguided, Van Canto (2007, 2010, 2013), Wintersun, Witt Freitag, 5. Juli Caliban (2011), Dimmu Borgir, Dragonforce (2013), Elvellon, Elvenking (2015), Heidevolk (2009, 2014), Hypocrisy (2011), Kissin’ Dynamite (2008, 2014, 2016), Milking the Goatmachine, Mr. Irish Bastard (2017), Nailed to Obscurity, The Night Flight Orchestra, Omnium Gatherum (2016), Russkaja, Saltatio Mortis (2008, 2011, 2014, 2016), Soilwork (2016), Warkings Samstag, 6. Juli Anvil, Apocalypse Orchestra, Burning Witches, Children of Bodom (2014, 2016), Epica (2009, 2012, 2015), Follow the Cipher, Freedom Call (2012), Grand Magus (2011, 2016), Grave, Hardline, Hell Boulevard, Kärbholz (2016), Korpiklaani (2009, 2014, 2017), Legion of the Damned (2014), Mono Inc. (2010, 2013, 2017), The O’Reillys and the Paddyhats, Visions of Atlantis | |

## Seit 2020
| Datum               | Anz. | Line-up (Auftritte in den Vorjahren) | Weitere Infos |  |
| ------------------- | ---- | --- | --- |  |
| 1. bis 4. Juli 2020 |      | Accept (2013), Asenblut, ASP, At the Gates, Attic, Beast in Black, Betontod (2012, 2015), Burden of Grief, Dark Funeral, Dark Tranquillity (2009, 2011, 2013, 2017), Dawn of Disease, Deserted Fear, Destruction (2005, 2007, 2014), Ektomorf (2011, 2014, 2015), Eluveitie (2013, 2015, 2017), Ensiferum (2010, 2013, 2016), Evil Invaders, Gernotshagen, Insomnium, Jinjer, Kambrium, Kataklysm, Knasterbart, Knorkator, Lord of the Lost, Moonsorrow, Onkel Tom, Ost+Front (2017), Paddy and the Rats, Powerwolf, Running Wild, Sepultura, The 69 Eyes, Steel Panther, Storm Seeker, Subway to Sally (2004, 2006, 2010, 2013, 2016), Suicidal Tendencies, Tankard, Tarja, Thomsen, Thundermother, Twilight Force, Unleash the Archers, Unleashed, Unzucht | Veranstaltung wegen COVID-19 abgesagt.                                                                                 |  |
| 6. bis 9. Juli 2022 | 56   | Mittwoch, 6. Juli Agnostic Front, Beast in Black, Evil Invaders, Grave Digger (2005, 2009, 2017), In Extremo (2007, 2011, 2014, 2017), Kataklysm (2015), Mutz & The Blackeyed Banditz, Sepultura (2012), Sibiir, Tarja, Twilight Force (2016) Donnerstag, 7. Juli Asenblut (2015, 2016), Dark Funeral, Dark Tranquillity (2009, 2011, 2013, 2017), Enemy Inside, Gernotshagen (2010, 2012), Goitzsche Front (2018), Hammer King, Knasterbart, Powerwolf (2011, 2014, 2016, 2018), Scar Symmetry, Subway to Sally (2004, 2006, 2010, 2013, 2016), Thundermother, Unzucht (2010, 2014, 2017) Freitag, 8. Juli ASP (2007, 2009, 2012, 2016), At the Gates, Attic, Burden of Grief (2002, 2004, 2008), Deserted Fear (2017), Ensiferum (2010, 2013, 2016, 2018), Finntroll (2013, 2016, 2018), Jinjer, Kambrium (2017), Lucifer, Moonsorrow (2012), Ost+Front (2017), Paddy and the Rats, Running Wild, Steel Panther, The 69 Eyes Samstag, 9. Juli Accept (2013), Ad Infinitum, April Art, Betontod (2012, 2015), Eisbrecher (2008, 2010, 2013, 2015, 2018), Ektomorf (2011, 2014, 2015), Eluveitie (2013, 2015, 2017), Exodus (2018), Insomnium (2014, 2017), Knorkator (2003, 2006, 2008, 2012, 2014, 2016, 2018), Obscurity (2018), Storm Seeker, Tankard (2002, 2004, 2009, 2013, 2016), Testament, Thomsen, Unleashed (2014) | - größtenteils Umsetzung des geplanten Line-ups von 2020 und 2021 - Suicidal Tendencies abgesagt, dafür Agnostic Front |  |
| 5. bis 8. Juli 2023 | 59   | Mittwoch, 5. Juli Angus McSix, As I Lay Dying, Battle Beast (2014, 2018), Blind Guardian (2012, 2017), Eric Fish & Friends, Exhorder, Kneipenterroristen (2005, 2007), Knorkator (2003, 2006, 2008, 2012, 2014, 2016, 2018, 2022), Letzte Instanz (2002, 2006, 2011, 2015, 2018), Mono Inc. (2010, 2013, 2017, 2019), Tanzwut (2012, 2015, 2016) Donnerstag, 6. Juli Delta Bats, Die Apokalyptischen Reiter (2001, 2004, 2007, 2010, 2015, 2018), Feuerschwanz (2008, 2011, 2013, 2017, 2019), Fiddler's Green (2009, 2011, 2013, 2015, 2017), Hämatom (2014, 2016, 2019), How We End, In Flames (2018), Infinitas, Kris Barras Band, Mr. Hurley & Die Pulveraffen (2017, 2018), Onslaught (2016), Paradise Lost (2012, 2018), Skáld, The Dark Side of the Moon, Tribulation, Unzucht (2010, 2014, 2017, 2022) Freitag, 7. Juli Airbourne, All for Metal, Arch Enemy (2009, 2012, 2014, 2017), Bloodbound (2017), Burning Witches (2019), Children of Grotesque, Destruction (2005, 2007, 2014), Equilibrium (2010, 2014, 2018), Firkin (2017), Korpiklaani (2009, 2014, 2017, 2019), Null Positiv, Rauhbein, Septicflesh, Sonata Arctica (2010, 2016), The Legion Ghost, Versengold (2016, 2018) Samstag, 8. Juli A Life Divided, Amon Amarth (2008, 2012, 2019), Carcass, Einherjer (2014), Lacuna Coil (2012, 2017), Legion of the Damned (2014, 2019), Life of Agony, Lord of the Lost (2017), Moonspell (2009, 2013, 2017), Phil Campbell and the Bastard Sons, Saltatio Mortis (2008, 2011, 2014, 2016, 2019), Soulbound, Ohrenfeindt (2008, 2013, 2017), Voodoo Kiss, Wind Rose, Wolfheart (2014, 2017) | * Draconian abgesagt, dafür Einherjer                                                                                  |  |
| 3. bis 6. Juli 2024 | 59   | Mittwoch, 3. Juli Amorphis (2011, 2014, 2018), Brothers of Metal (2019), Bruce Dickinson, Callejon (2008), Dirkschneider (2017), Gutalax, Kärbholz (2016, 2019), Kanonenfieber, Mammoth WVH, Oomph! (2007, 2010, 2012) Power Paladin Donnerstag, 4. Juli Bullet (2014), dArtagnan, Dominum, Hammerfall (2011, 2015, 2018), Hammerking, Hatebreed (2012), Heldmaschine (2016), Kreator (2007, 2010, 2013, 2018), Massive Wagons, Nyktophobia, Pain (2012, 2017), Rage (2005, 2007, 2010, 2012, 2017), The Halo Effect, The O’Reillys and the Paddyhats (2019), Unleash the Archers, Varg (2010, 2014, 2017) Freitag, 5. Juli Alestorm (2008, 2013, 2015, 2018), Amaranthe (2018), Benediction, Dimmu Borgir (2019), Dying Fetus, Dynazty, Kissin’ Dynamite (2008, 2014, 2016, 2019), League of Distortion, Nanowar of Steel (2018), Spidergawd, Suicidal Tendencies, Surgical Strike, The Night Eternal, Unearth (2013), Van Canto (2007, 2010, 2013, 2019), Vogelfrey (2011, 2014) Samstag, 6. Juli Coppelius (2009, 2012, 2015, 2016, 2019), Faun, Hypocrisy (2011, 2019), Judas Priest, Knife, Lordi(2019), Mystic Prophecy, Nakkeknaekker, Orden Ogan (2006, 2011, 2013, 2015, 2017), Parasite Inc., Schandmaul (2002, 2009, 2015, 2018), Soilwork (2016, 2019), Storm Seeker (2022) | - Defects abgesagt, dafür Surgical Strike - Avatarium, Draconian und Nestor wegen Unwettergefahr abgesagt              |  |
| 2. bis 5. Juli 2025 | 59   | Mittwoch, 2. Juli Apocalyptica, April Art (2022), Clawfinger (2004, 2007), Dark Tranquillity (2009, 2011, 2013, 2017, 2022), Excrementory Grindfuckers (2010), Insomnium (2014, 2017, 2022), Primal Fear (2014, 2018), Rhapsody of Fire (2014), Saxon (2008, 2016), Soulfly (2013, 2015), Týr (2007, 2008, 2011, 2012) Donnerstag, 3. Juli Asenblut (2015, 2016, 2022), Deliver the Galaxy, Green Lung, Heaven Shall Burn (2009, 2017), J.B.O. (2003, 2006, 2009, 2011, 2013, 2016, 2019), King Diamond, Kupfergold, Memoriam, Mister Misery, Nachtblut (2017), Non Est Deus, Sodom (2008, 2014, 2018), The Gems, The New Roses (2016), Versengold (2016, 2018, 2023), Warkings (2019) Freitag, 4. Juli Aephanemer, Any Given Day, Arctis, Cradle of Filth (2015, 2019), Defects (2024 abgesagt), Deserted Fear (2017, 2022), Die Kassierer, Draconian (2016 abgesagt, 2023 abgesagt, 2024 ausgefallen), Gloryhammer (2014, 2016, 2018), Harpyie (2016), Mono Inc. (2010, 2013, 2017, 2019, 2023), Overkill (2002, 2005, 2010, 2019), Powerwolf (2011, 2014, 2016, 2018, 2022), Seasons in Black, Sólstafir, Vader (2006, 2010, 2013, 2019) Samstag, 5. Juli Abbath, ASP (2007, 2009, 2012, 2016, 2022), Avatarium (2018, 2024 ausgefallen), Bokassa, Combichrist (2019), Dragonforce (2013, 2019), Frog Leap, Frozen Crown, Grand Magus (2011, 2016, 2019), In Extremo (2007, 2011, 2014, 2017, 2022), Mr. Hurley & die Pulveraffen (2017, 2018, 2023), Pro-Pain (2011), Robse, Tragedy, Velvet Rush, Visions of Atlantis (2019)                                                                              | - Flogging Molly abgesagt, dafür Apocalyptica                                                                          |  |